# Liste des signaux routiers de services en France
Les signaux routiers de services en France sont généralement carrés, à fond blanc et cadre bleu. Ils indiquent des services tels que téléphone, camping, embarcadère, etc.

## Implantation
Les panneaux CE4, CE5, CE6, CE8, CE10, CE19 et CE20 ne doivent pas être implantés sur autoroutes et routes à chaussées séparées sans accès riverain.
Les panneaux CE16, CE17, CE18, CE25, CE27 et CE28 ne doivent pas implantés que sur autoroutes et routes à chaussées séparées sans accès riverain, ainsi que sur les routes hors agglomération, qu’en l’absence de schéma directeur de signalisation d’information locale.
Sauf exception, la signalisation à l'aide de ces panneaux est facultative.

## Liste des signaux
| Image Code | Description courte                                                                         | Commentaires | Référence  | Date de création |
| ---------- | ------------------------------------------------------------------------------------------ | --- | ---------- | ---------------- |
| CE1        | Poste de secours                                                                           | Le panneau signale un poste de secours établi par une association officiellement reconnue ou par le service d’urgence d’un hôpital ou d’une clinique                                                                                                   | Art. 78    | 13/06/1979       |
| CE2a       | Poste d’appel d’urgence                                                                    | La signalisation des postes d'appel d'urgence est obligatoire, mais elle peut être assurée par le poste lui-même. Ce panneau signale les postes d’appel d’urgence qui ne sont pas sur des emplacements d'arrêt d'urgence, ni visibles depuis la route. | Art. 78.1  | 13/06/1979       |
| CE2b       | Cabine téléphonique publique                                                               | | Art. 78.1  | 13/06/1979       |
| CE3a       | Lieux d'information relatifs aux services et au tourisme                                   | Ce panneau signale les bureaux de tourisme, relais d’information service… pouvant être complété par le panonceau M9z « Office de tourisme » ou « Bureau de tourisme », avec éventuellement les jours et heures d’ouverture.                            | Art. 78.2  | 13/06/1979       |
| CE3b       | Relais d’information service                                                               | Ce panneau est placé au-dessus d'un ou plusieurs panneaux d'information pour signaler et indiquer le nom du relais d'information service. | Art. 78.2  | 23/09/1981       |
| CE4a       | Terrain de camping pour tentes                                                             | Ces panneaux peuvent être surmontés d'un panonceau M10z portant le nom du camping. | Art. 78.3  | 13/06/1979       |
| CE4b       | Terrain de camping pour caravanes et autocaravanes                                         | | Art. 78.3  | 13/06/1979       |
| CE4c       | Terrain de camping pour tentes, caravanes et autocaravanes                                 | | Art. 78.3  | 13/06/1979       |
| CE5a       | Auberge de jeunesse                                                                        | | Art. 78.4  | 13/06/1979       |
| CE5b       | Chambre d’hôtes ou gîte.                                                                   | Seuls sont concernés les établissements ayant reçu l’agrément du ministère chargé du tourisme ou le label d’un organisme agréé par ledit ministère. | Art. 78.4  | 13/06/1979       |
| CE6a       | Accès à un itinéraire pédestre                                                             | Ces panneaux peuvent être complétés par un panonceau M9z (durée du parcours) ou M10z (nom). | Art. 78.5  | 30/03/1992       |
| CE6b       | Accès à un circuit de ski de fond (hors station de sports d’hiver)                         | | Art. 78.5  | 30/03/1992       |
| CE7        | Pique-nique                                                                                | Ce panneau signale un emplacement de pique-nique. Cette signalisation est facultative ; seuls sont concernés les emplacements aménagés. | Art. 78.6  | 13/06/1979       |
| CE8        | Gare auto / train                                                                          | Ce panneau signale une gare où les véhicules peuvent être chargés sur des trains. | Art. 78.7  | 13/06/1979       |
| CE9        | Parking vidéosurveillé                                                                     | Ce panneau signale un parc de stationnement sous vidéosurveillance | Art. 78.8  | 13/06/1979       |
| CE10       | Embarcadère                                                                                | Ce panneau signale un embarcadère>, pour l'embarquement des personnes ou des véhicules sur des navires ou des bacs. | Art. 78.9  | 13/06/1979       |
| CE12       | Toilettes                                                                                  | Ce panneau signale des toilettes ouvertes au public. | Art. 78.10 | 13/06/1979       |
| CE14       | Handicap                                                                                   | Ce panneau signale des installations accessibles aux personnes handicapées à mobilité réduite | Art. 78.11 | 13/12/1979       |
| CE15a      | Poste de distribution de carburant                                                         | La signalisation d’un poste de carburant est obligatoire sur les autoroutes et les routes à chaussées séparées sans accès riverain. Le poste doit être ouvert 7 jours sur 7 et 24 heures sur 24.                                                       | Art. 78.12 | 18/10/1988       |
| CE15c      | Carburant et GPL                                                                           | | Art. 78.12 | 18/10/1988       |
| CE15e      | Marque du poste de distribution de carburant                                               | | Art. 78.12 | 05/01/1995       |
| CE15f      | Marque du poste de distribution de carburant et GPL                                        | | Art. 78.12 | 05/01/1995       |
| CE15g      | Carburant et recharge des véhicules électriques                                            | | Art. 78.12 | 05/01/1995       |
| CE15h      | Carburant et GPL et recharge des véhicules électriques                                     | | Art. 78.12 | 05/01/1995       |
| CE15i      | Recharge de véhicules électriques                                                          | | Art. 78.12 | 05/01/1995       |
| CE15j      | Recharge de véhicules électriques et GPL                                                   | | Art. 78.12 | 05/01/1995       |
| CE16       | Restaurant ouvert 7 jours sur 7                                                            | Ce signal est facultatif. Il n'est prévu que hors agglomération, notamment sur routes à chaussées séparées sans accès riverain et autoroutes. | Art. 78.13 | 17/10/1988       |
| CE17       | Hôtel ou motel ouvert 7 jours sur 7                                                        | Ce signal est facultatif. Il n'est prévu que hors agglomération, notamment sur routes à chaussées séparées sans accès riverain et autoroutes. | Art. 78.14 | 17/10/1988       |
| CE18       | Débit de boissons ou établissement proposant des collations sommaires ouvert 7 jours sur 7 | Ce signal est facultatif. Il n'est prévu que hors agglomération, notamment sur routes à chaussées séparées sans accès riverain et autoroutes. | Art. 78.15 | 23/09/1981       |
| CE19       | Emplacement de mise à l’eau d’embarcations légères                                         | | Art. 78.16 | 30/03/1992       |
| CE20a      | Gare de téléphérique                                                                       | | Art. 78.17 | 30/03/1992       |
| CE20b      | Point de départ d’un télésiège ou d’une télécabine                                         | | Art. 78.17 | 30/03/1992       |
| CE21       | Point de vue                                                                               | | Art. 78.18 | 12/04/1990       |
| CE22       | Informations routières                                                                     | Fréquence d’émission d’une station de radiodiffusion dédiée aux informations sur la circulation routière et l’état des routes. | Art. 78.19 | 05/01/1995       |
| CE23       | Jeux d’enfants                                                                             | | Art. 78.20 | 05/01/1995       |
| CE24       | Station de vidange                                                                         | Ce panneau signale une station de vidange pour caravanes, autocaravanes et cars : vidange des eaux usées, eaux-vannes, point d’alimentation en eau potable.                                                                                            | Art. 78.21 | 05/01/1995       |
| CE25       | Banque                                                                                     | Ce panneau signale un distributeur de billets de banque. | Art. 78.22 | 13/05/2015       |
| CE26       | Station de gonflage                                                                        | Ce panneau signale une station de gonflage, hors station service, dont l’usage est gratuit. Cette signalisation est facultative, mais ne doit être implantée que sur les autoroutes et les routes à chauss                                             | Art. 78.23 | 05/01/1995       |
| CE27       | Point de détente                                                                           | Ce panneau signale un parcours de santé et un emplacement aménagé pour la détente | Art. 78.24 | 05/01/1995       |
| CE28       | Poste de dépannage                                                                         | Ce panneau signale un poste de dépannage disponible 7 jours sur 7, 24 heures sur 24. | Art. 78.25 | 13/05/2015       |
| CE29       | Lutte contre l’incendie                                                                    | Ce panneau signale un moyen de lutte contre l'incendie utilisable par les usagers. Cette signalisation est obligatoire dans les tunnels. S’il est installé dans un emplacement d’arrêt d’urgence, il doit                                              | Art. 78.26 |                  |
| CE30a      | Issue de secours vers la droite.                                                           | Dans les tunnels, la signalisation des issues de secours est obligatoire. Le jalonnement piétonnier se fait à l’aide des panneaux Dp2a et Dp2b. Pour les autres ouvrages munis d’issues de secours, cette signalisation est aussi obligatoire.         | Art. 78.27 |                  |
| CE30b      | Issue de secours vers la gauche                                                            | | Art. 78.27 |                  |
| CE50       | Divers                                                                                     | Ce panneau signale des installations ou services divers. | Art. 78.28 |                  |
| CE51       | Écotaxe                                                                                    | Ce panneau signale un point du réseau de distribution « écotaxe » (taxe nationale sur les véhicules de transport de marchandise). Ce panneau a été introduit par l’arrêté du 31 décembre 2012                                                          | Art. 78.29 | 31/12/2012       |
| CE52       | Covoiturage                                                                                | Ce panneau signale les lieux aménagés pour la pratique du covoiturage. Ce panneau a été ajouté par l'arrêté du 8 janvier 2016. | Art. 78.31 | 08/01/2016       |
| CE100      |                                                                                            | indiquer l’enseigne de la ou des sociétés commerciales offrant un service de distribution de carburant ou de restauration, signalé par panneau CE15a, CE15b ou CE16, sur une aire de service autoroutière.                                             | Art. 78.30 | 22/12/2014       |

## Exemples de mise en œuvre

### Panneaux CE1 à CE3

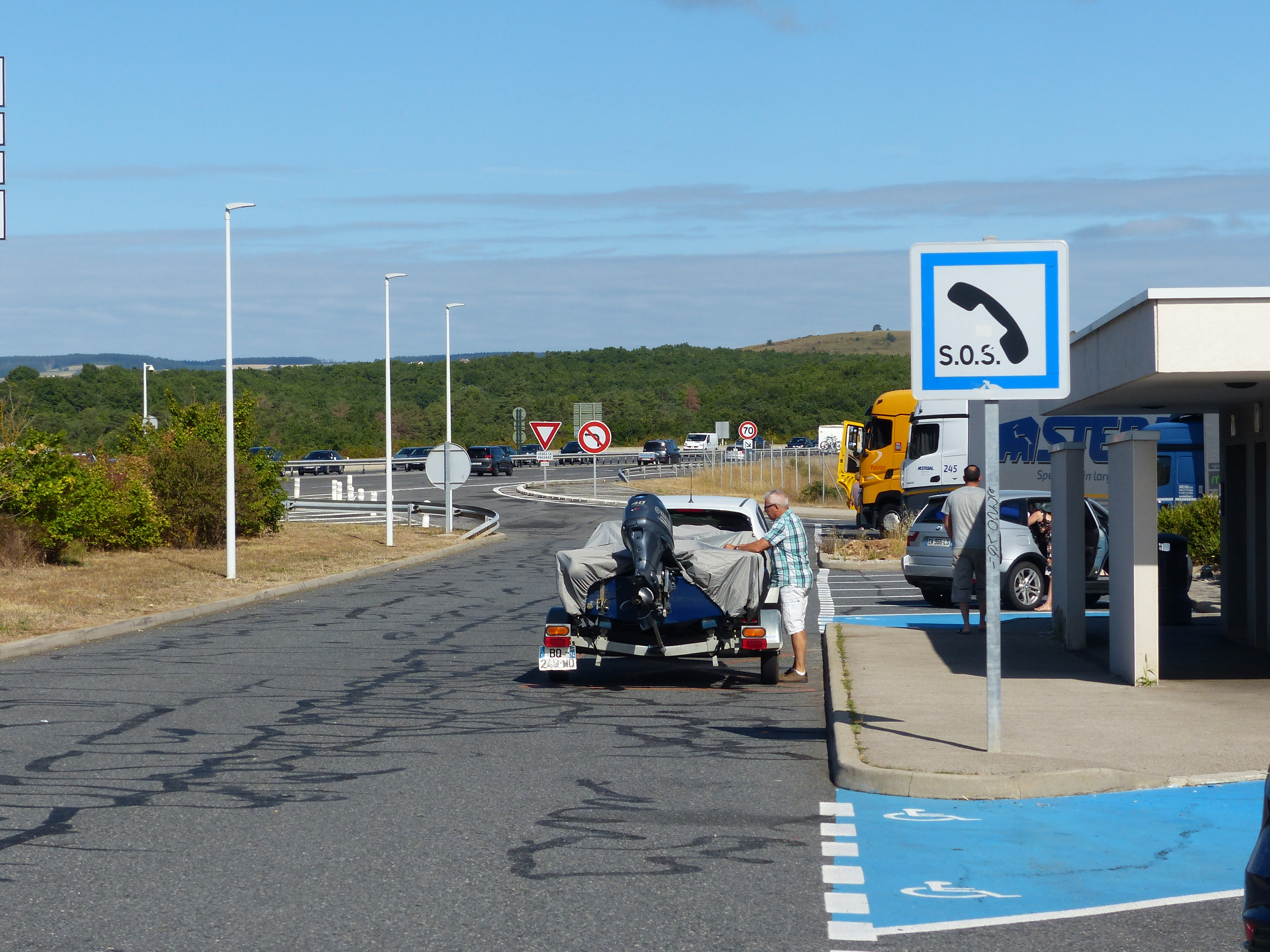
CE2a Au péage du viaduc de Millau, autoroute A75, Aveyron.
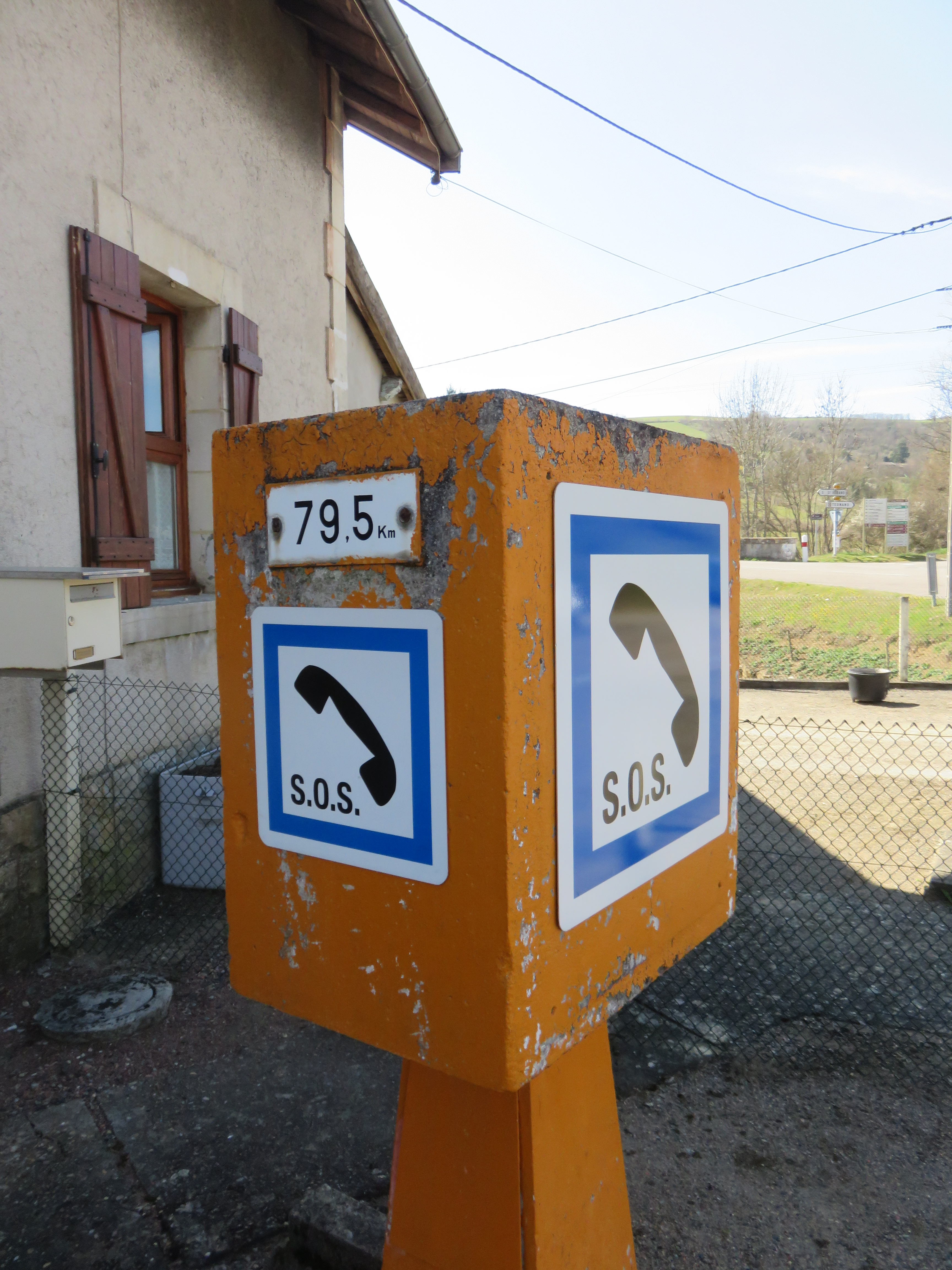
CE2a passage à niveau n°56 de la ligne Paray-Givors, à Ternand, Rhône.
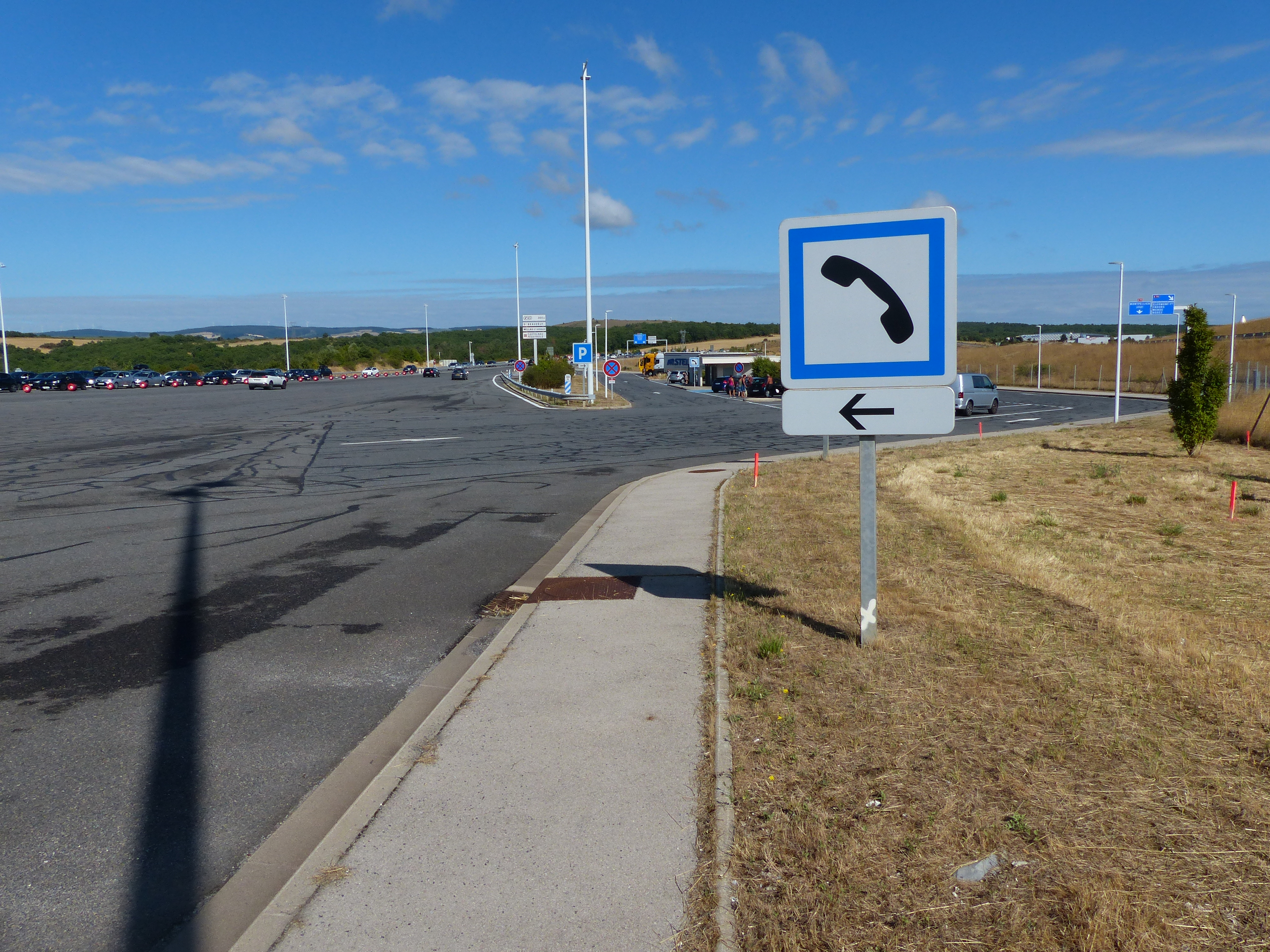
CE2b Au péage du viaduc de Millau, autoroute A75, Aveyron.
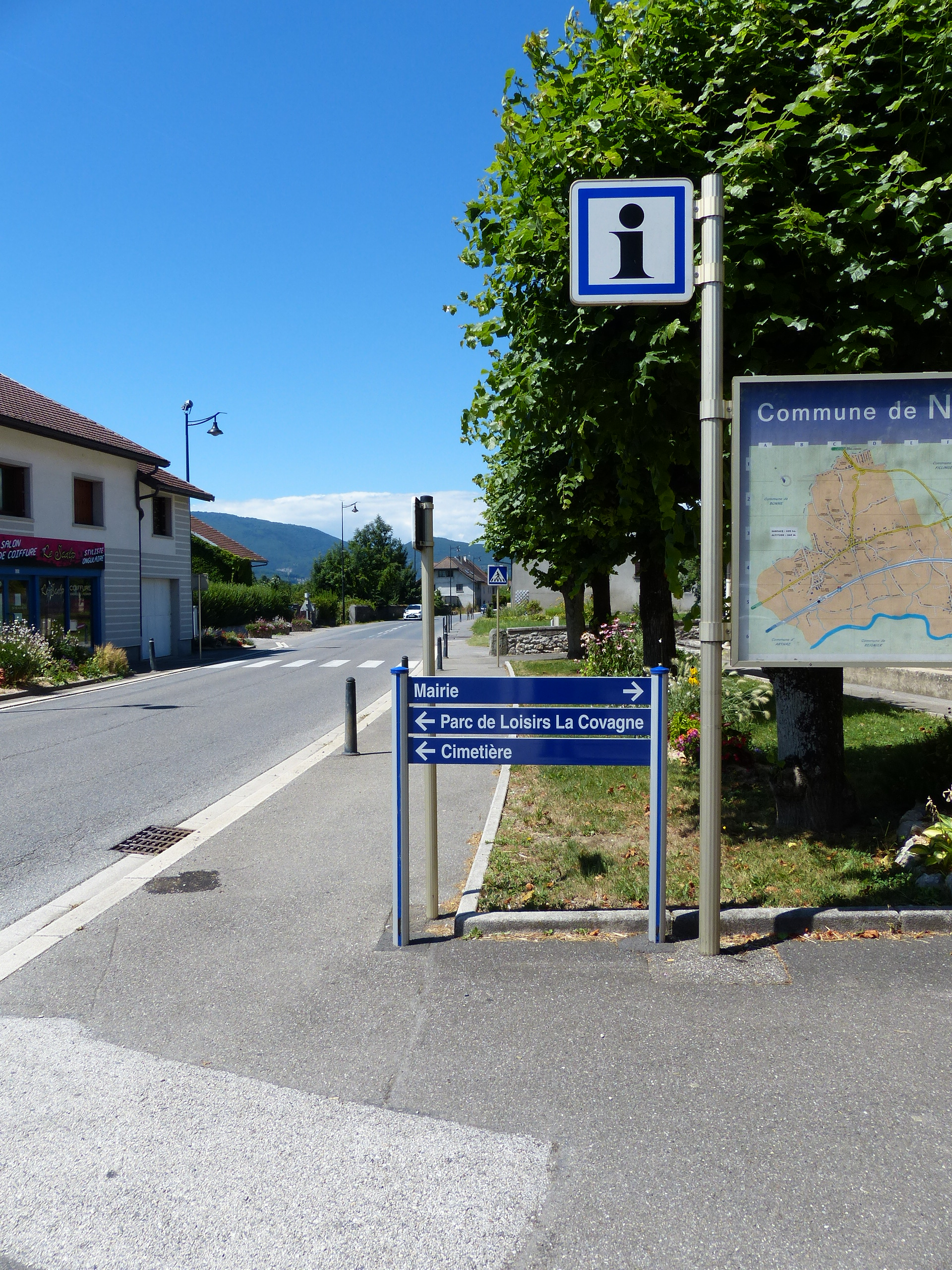
CE3a à côté du plan de la commune de Nangy, Haute-Savoie.

### Panneaux CE4 à CE6

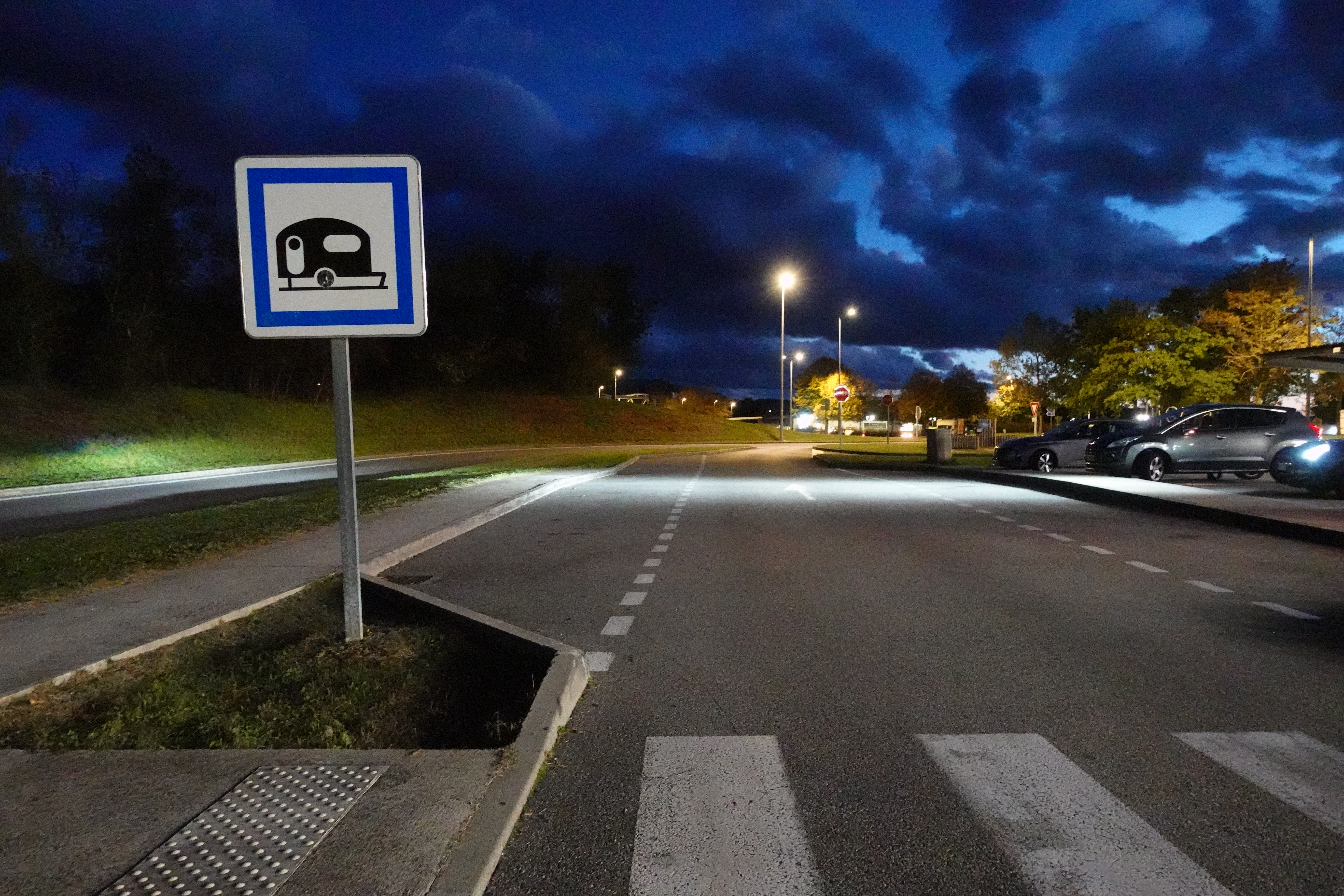
CE4b aire Porte de la Drôme, autoroute A49, La Baume-d'Hostun, Drôme.
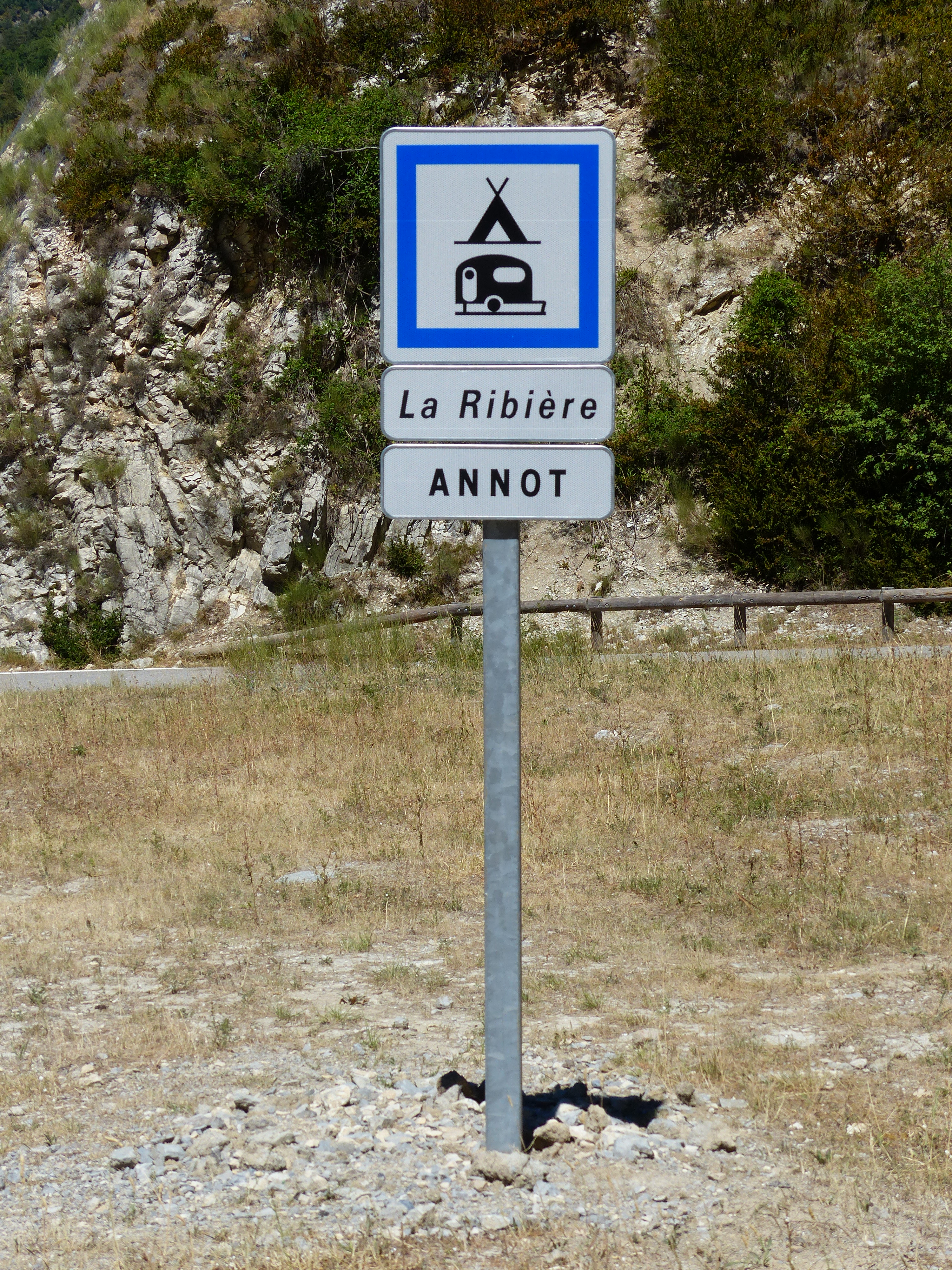
CE4c Au bord de la N202, Annot, Alpes-de-Haute-Provence.
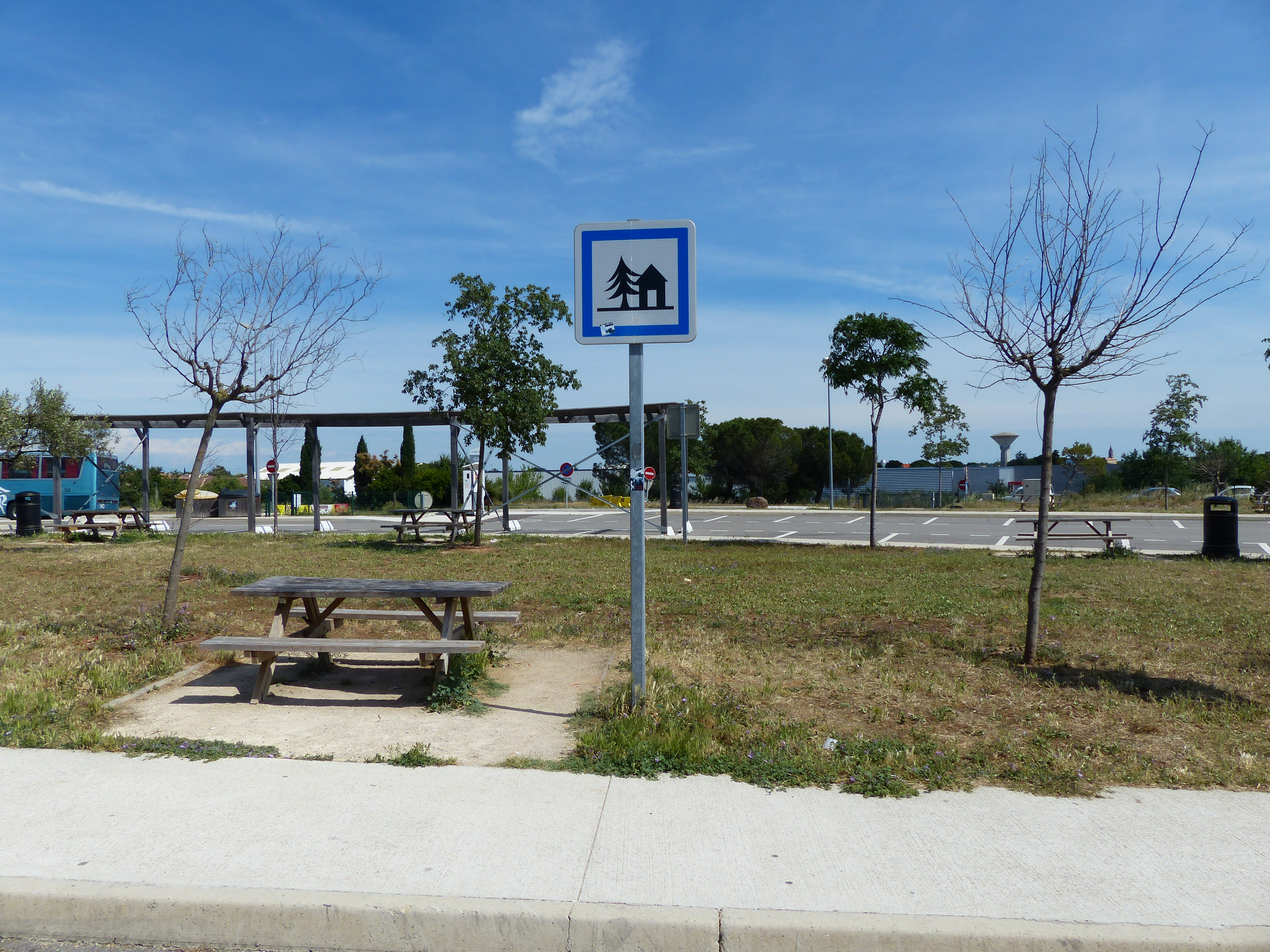
CE5a Devant l'emplacement de pique-nique de l'aire de Nîmes-Marguerittes, Marguerittes, Gard.
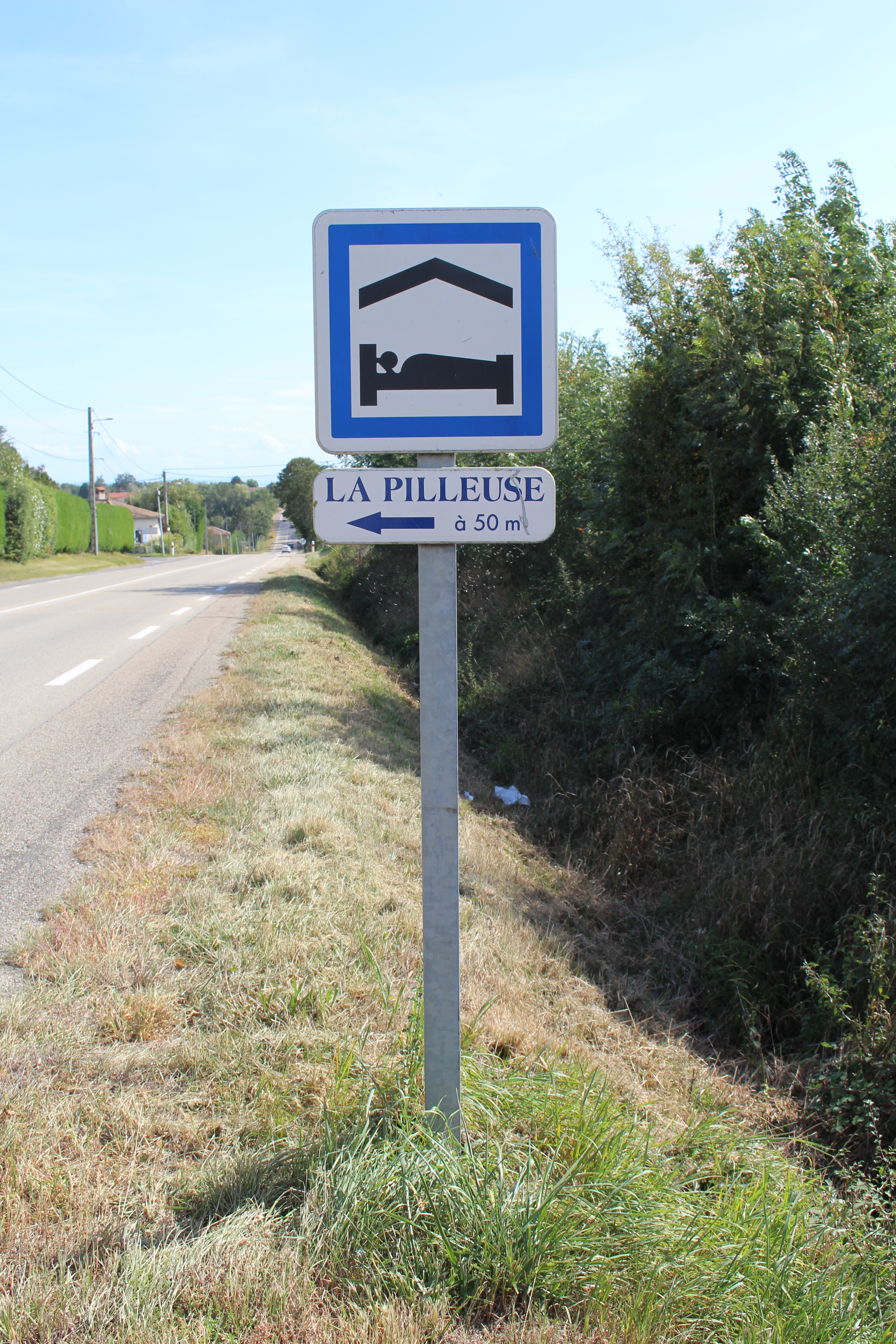
CE5b le long de la route de Mâcon, Saint-Cyr-sur-Menthon, Ain.
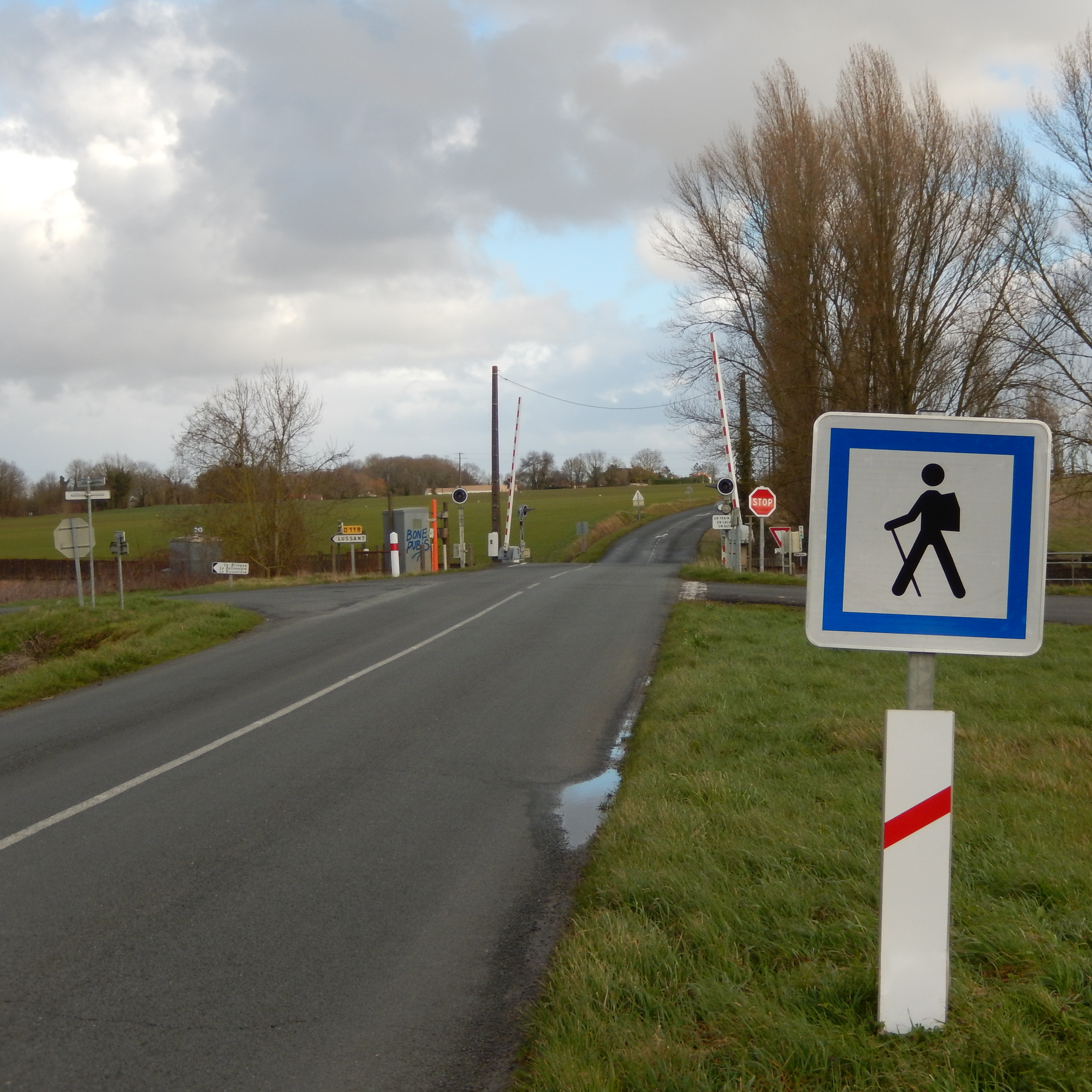
CE6a Au-dessus d'un signal J10 à Cabariot, Charente-Maritime.
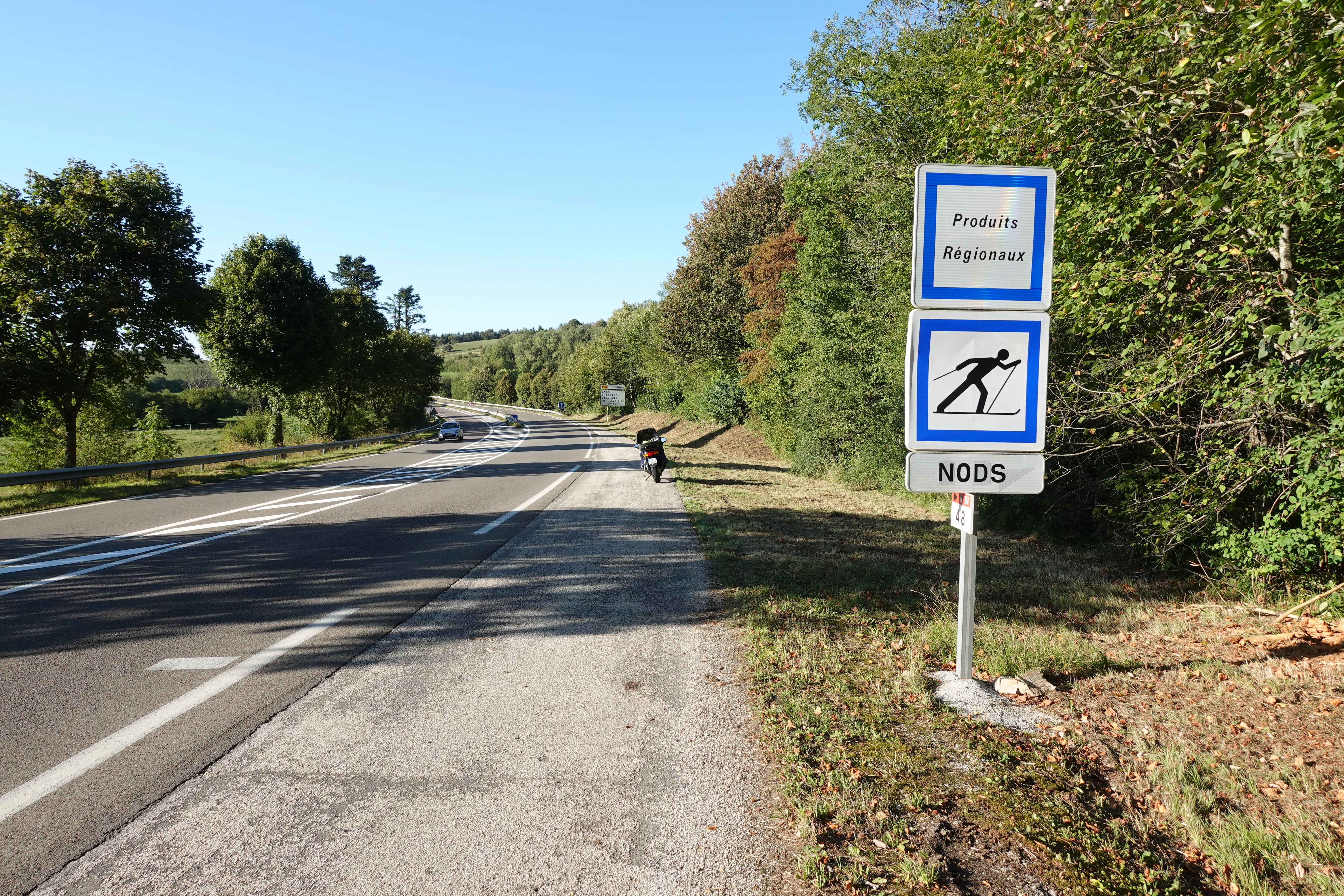
CE6b Aux Premiers Sapins, route nationale 57, Doubs.

### Panneaux CE7 à CE14

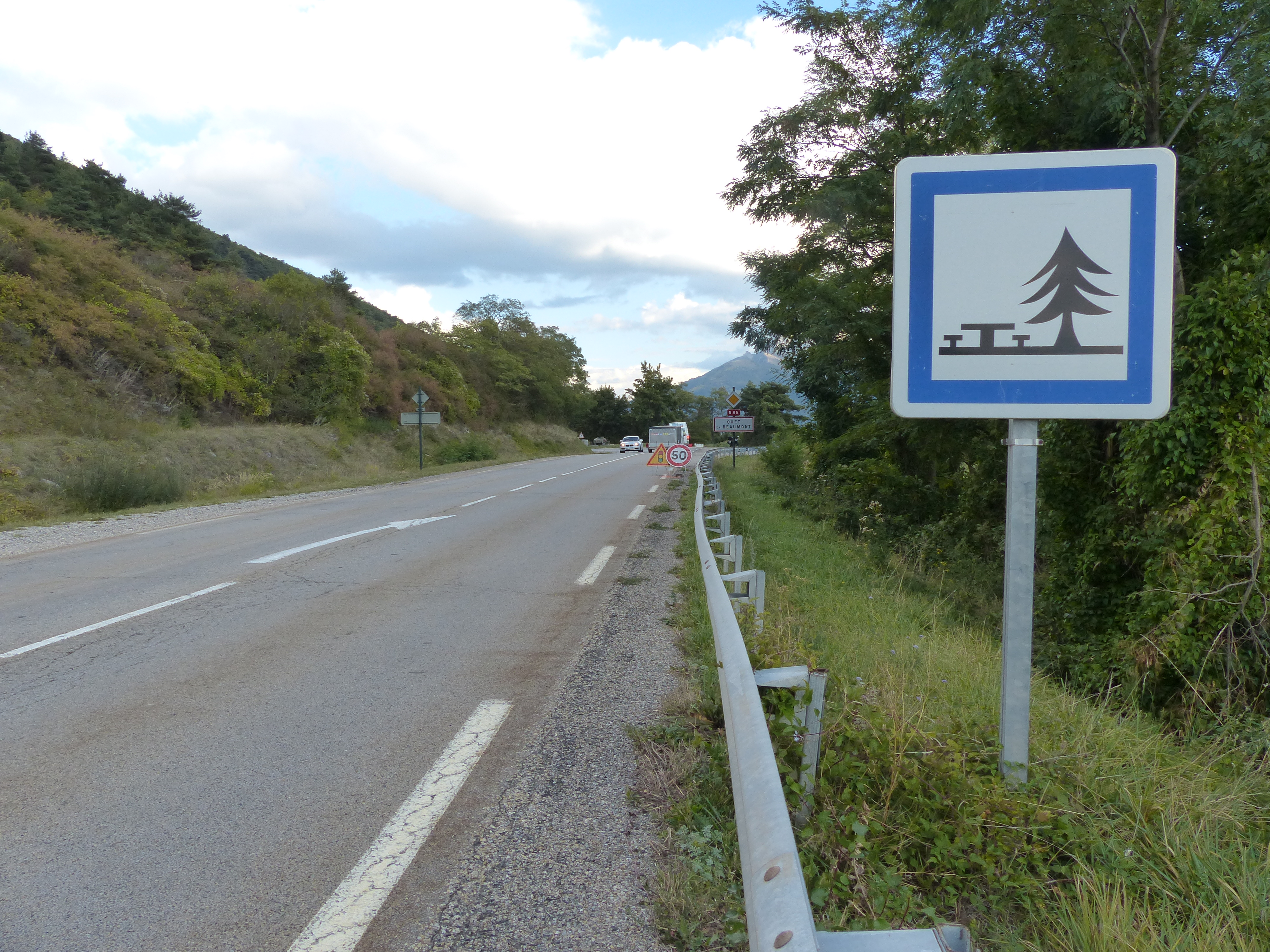
CE7 Au bord de la route nationale 85, Quet-en-Beaumont, Isère.
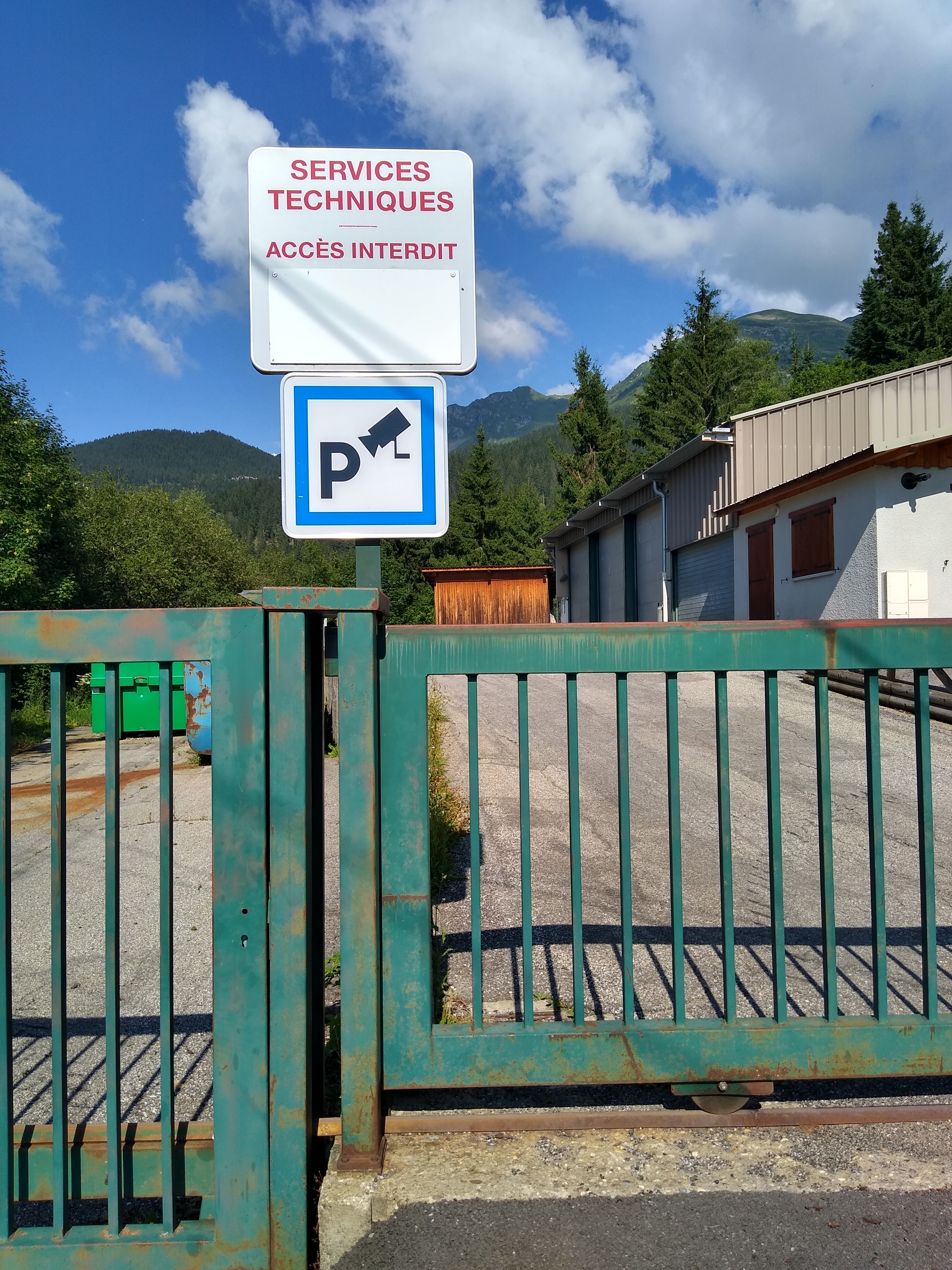
CE9 Prapoutel, Les Adrets, Isère.
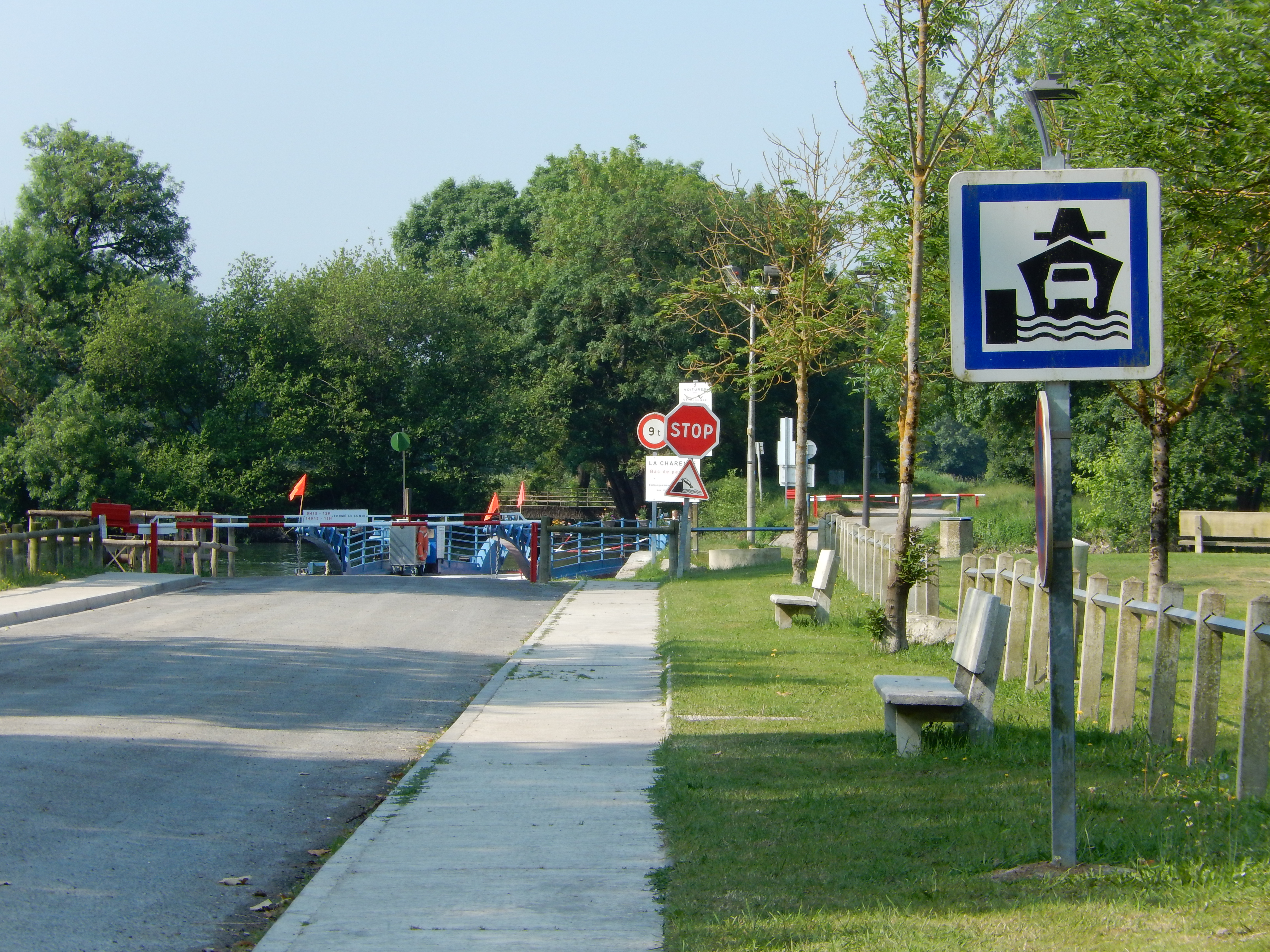
CE10 à Chaniers en Charente-Maritime.
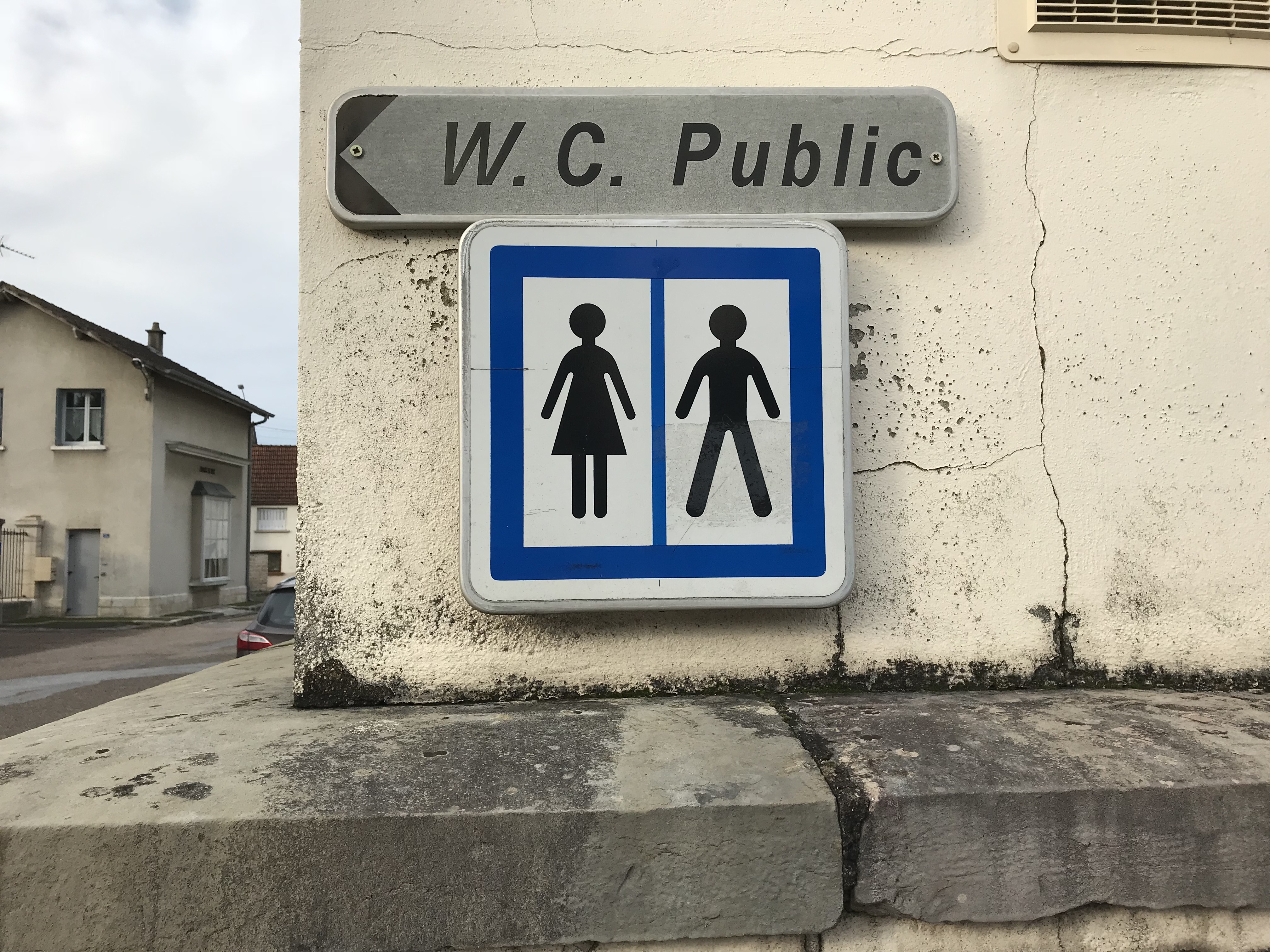
CE12 surmonté d'un panneau indiquant la direction.
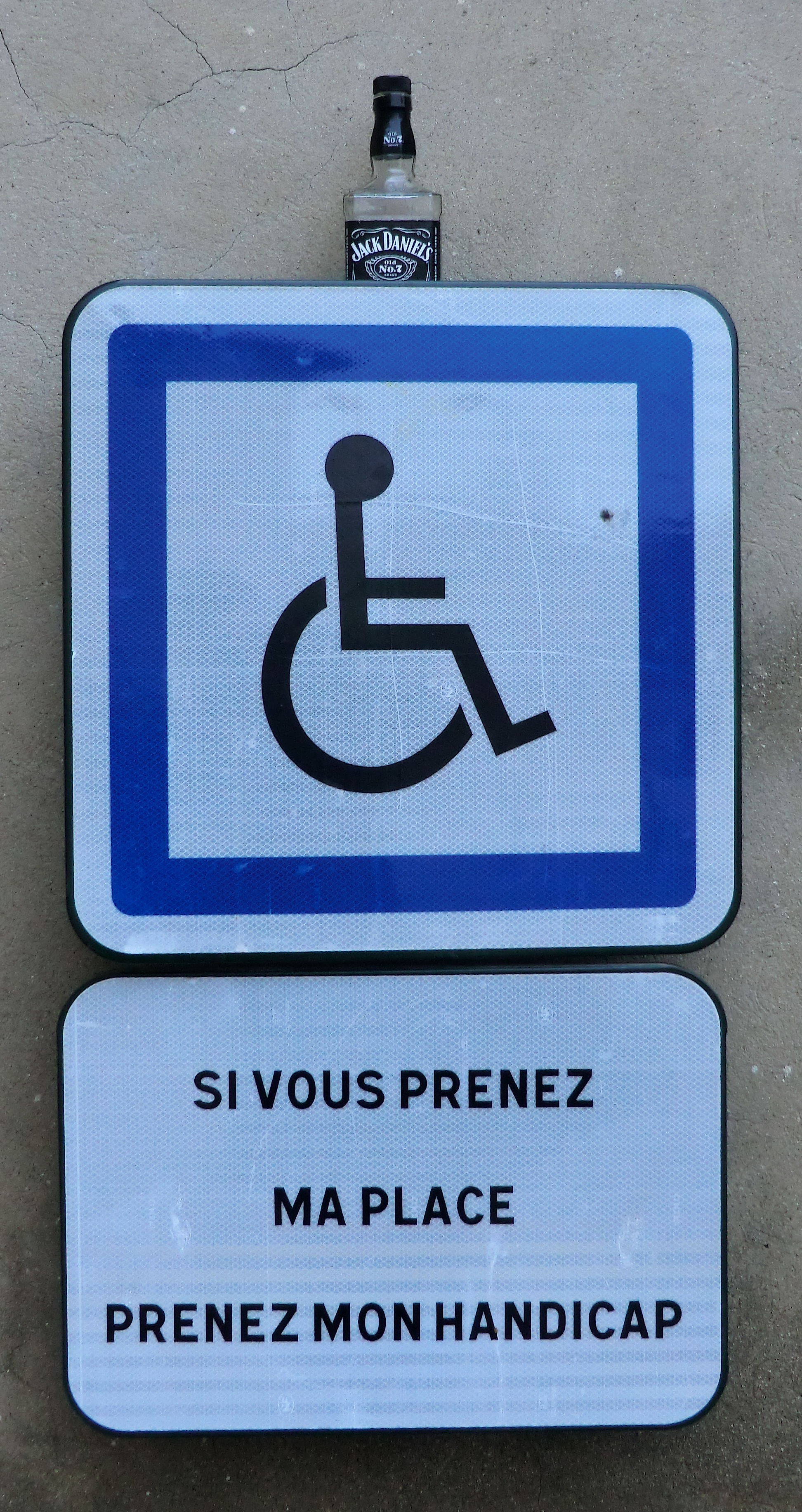
CE14 avec panonceau M6.

### Panneaux CE15

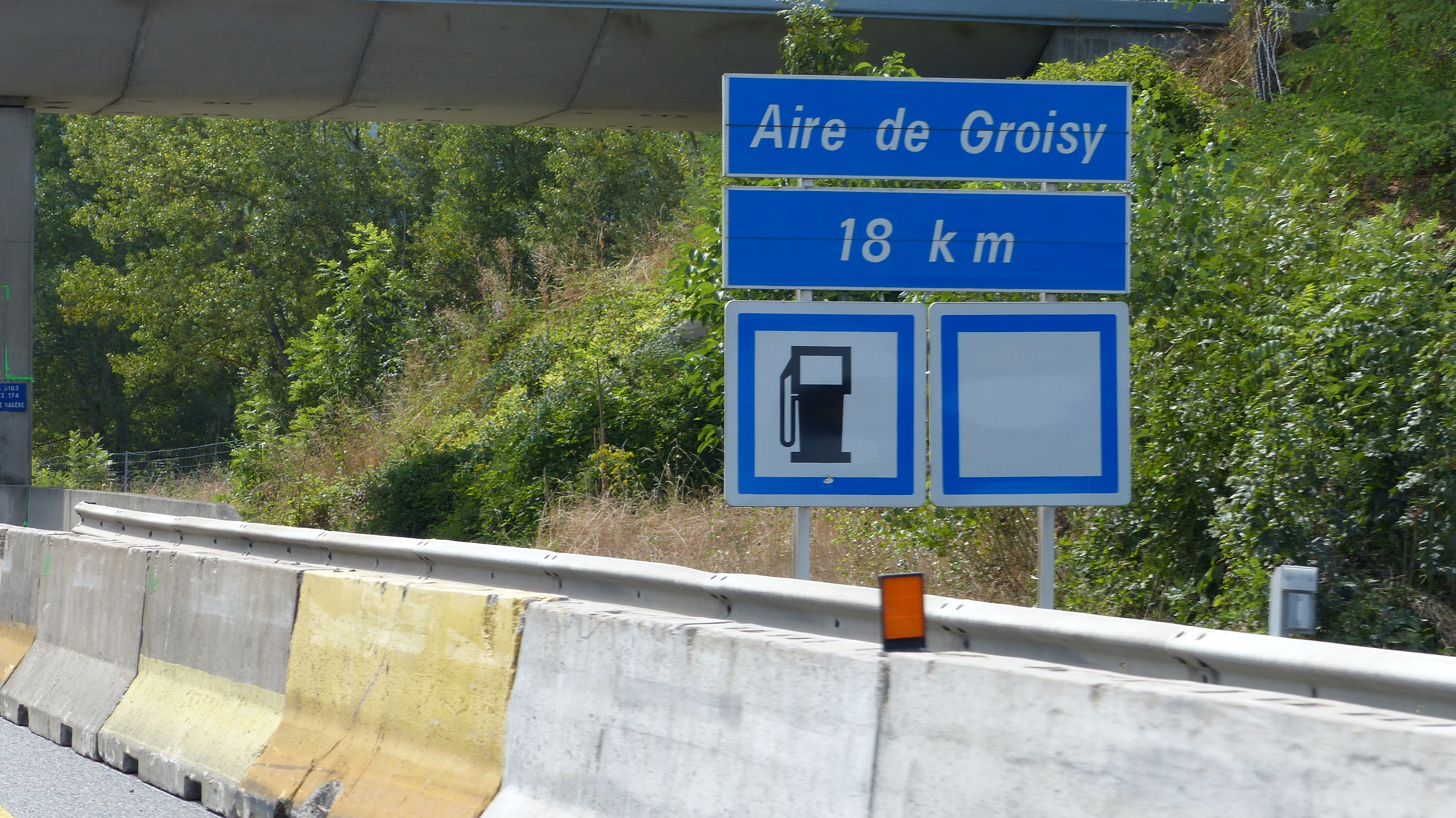
CE15a Aire de Groisy à 18 km avec poste de carburant, sur l'autoroute A410, Haute-Savoie.
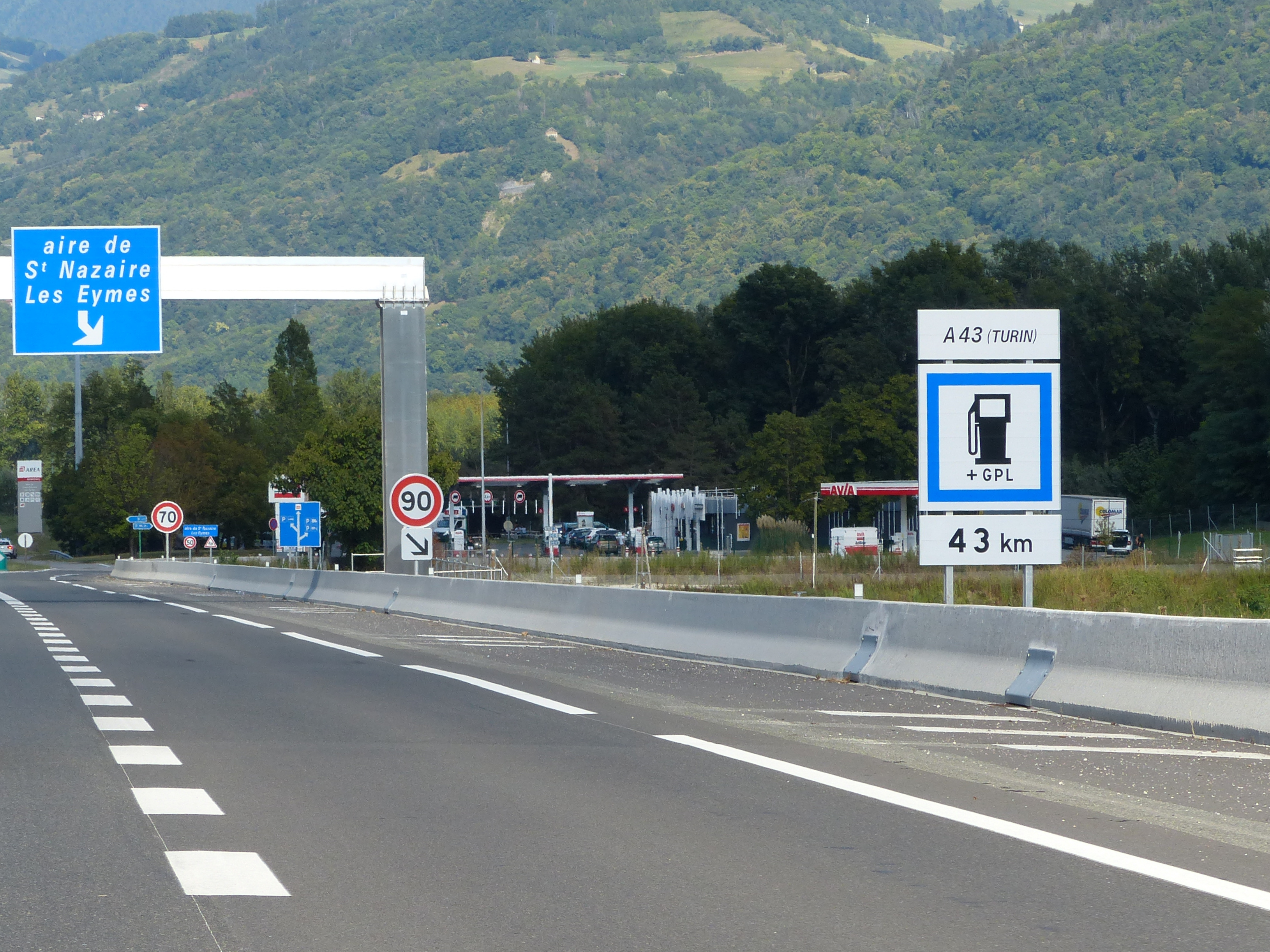
CE15c Poste de carburant et gaz de pétrole liquéfié (GPL) à 43 km sur l'A43.
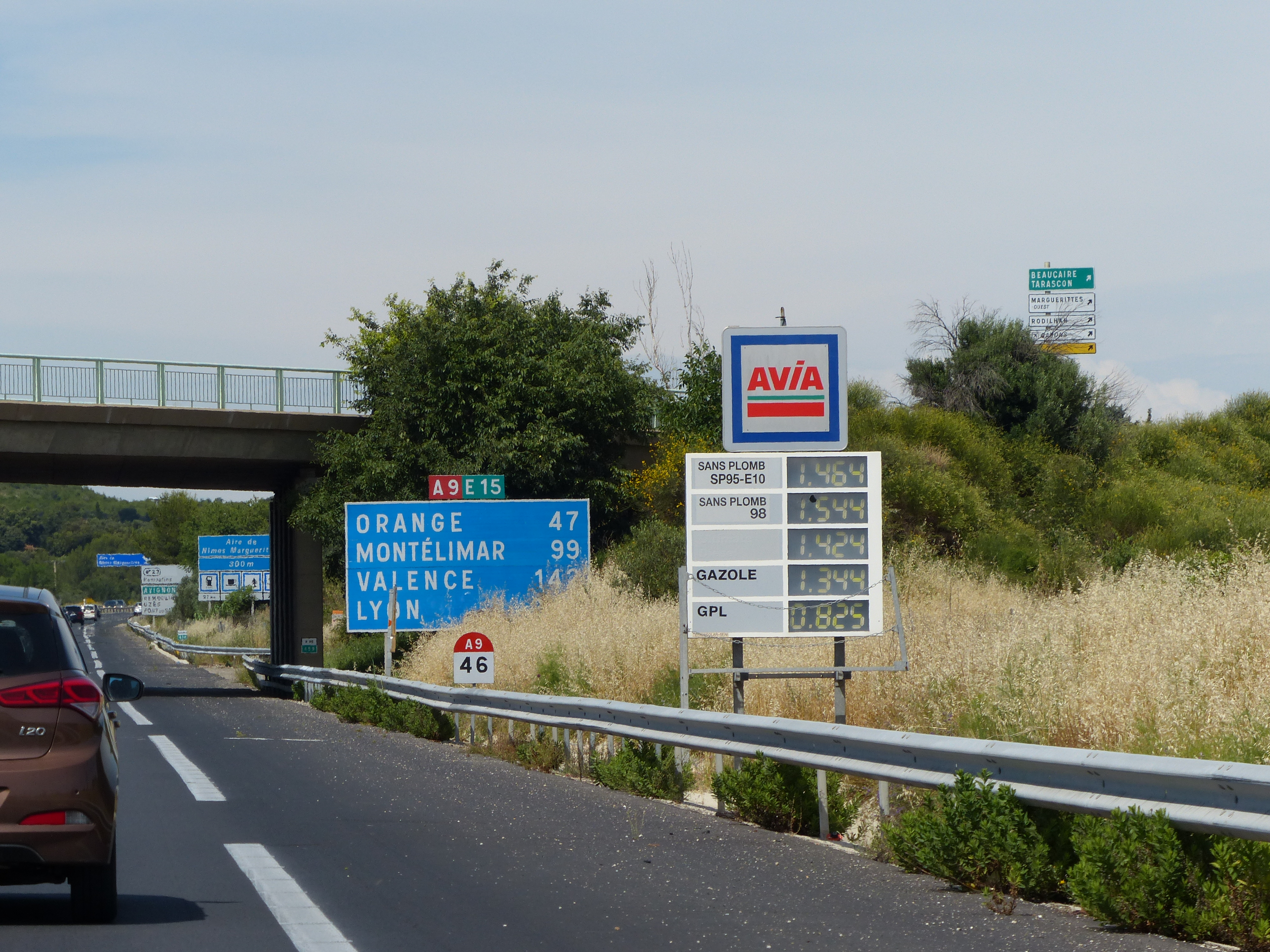
CE15e Poste de carburant d'enseigne Avia, autoroute A9, Gard.
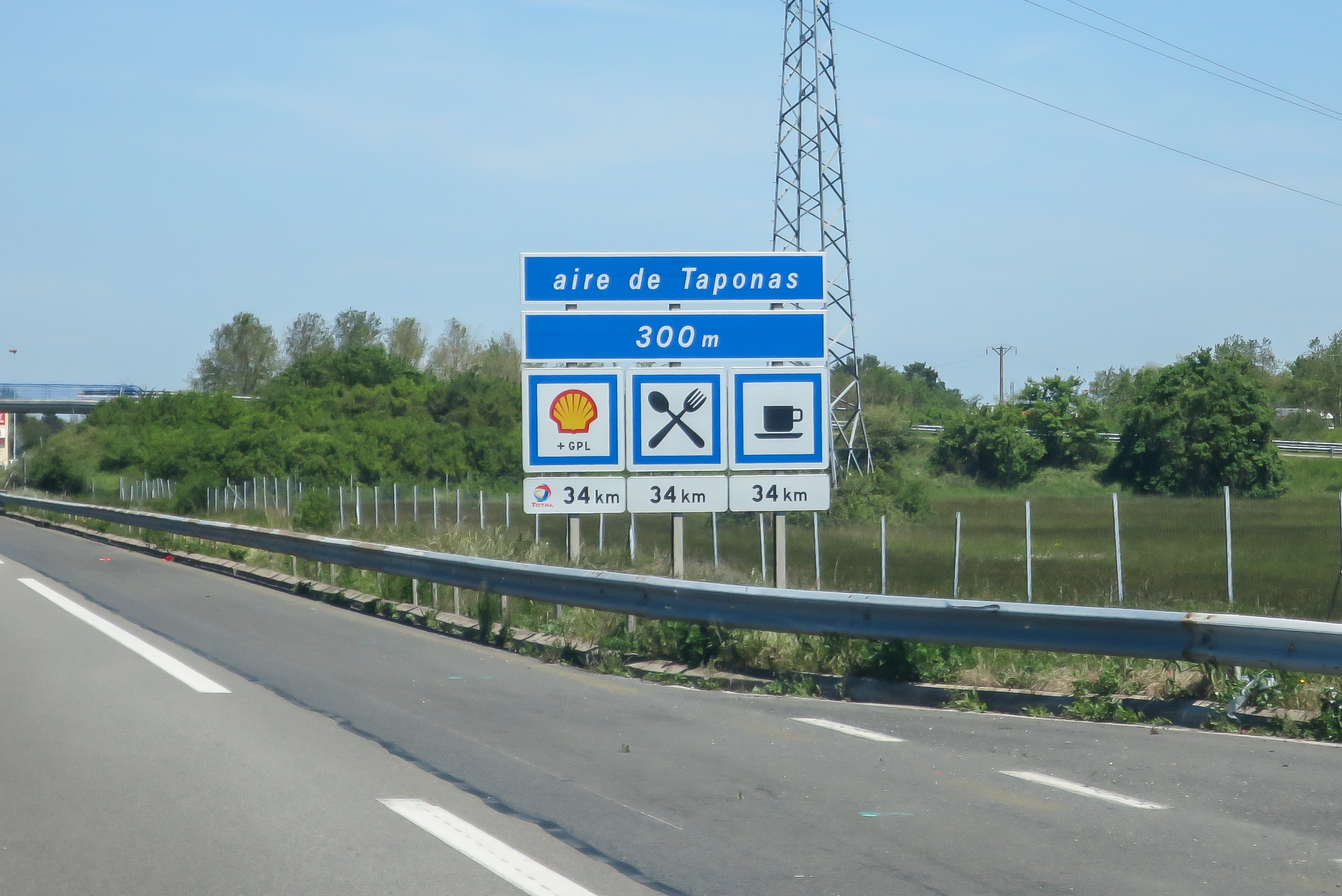
CE15f, CE16, CE18 Aire de Taponas à 300 m avec poste de carburant et GPL d'enseigne Shell, autoroute A6, Rhône.
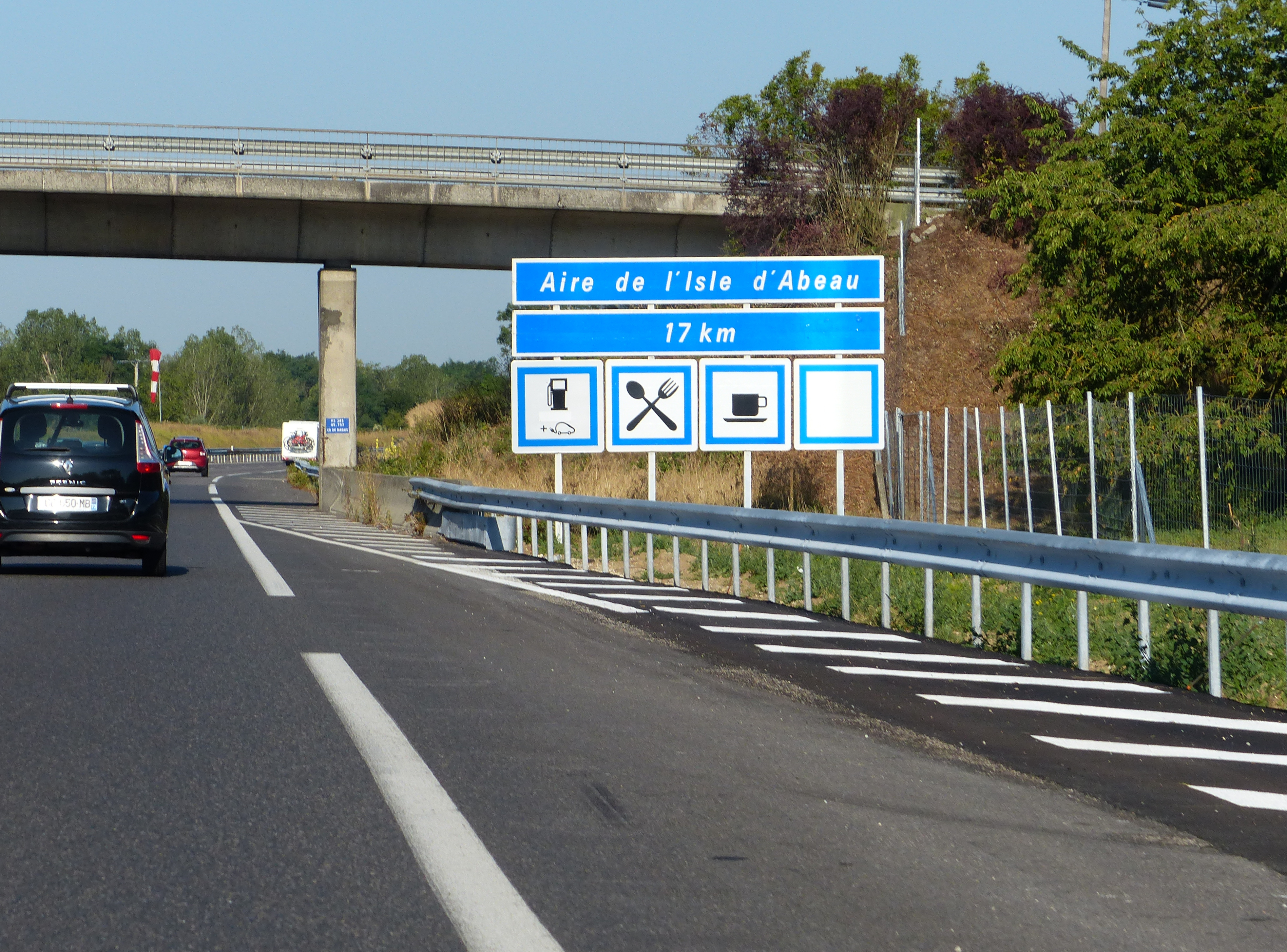
CE15g, CE16, CE18 Aire de l'Isle d'Abeau à 17 km avec poste de carburant et recharge des véhicules électriques, autoroute A43, Isère.
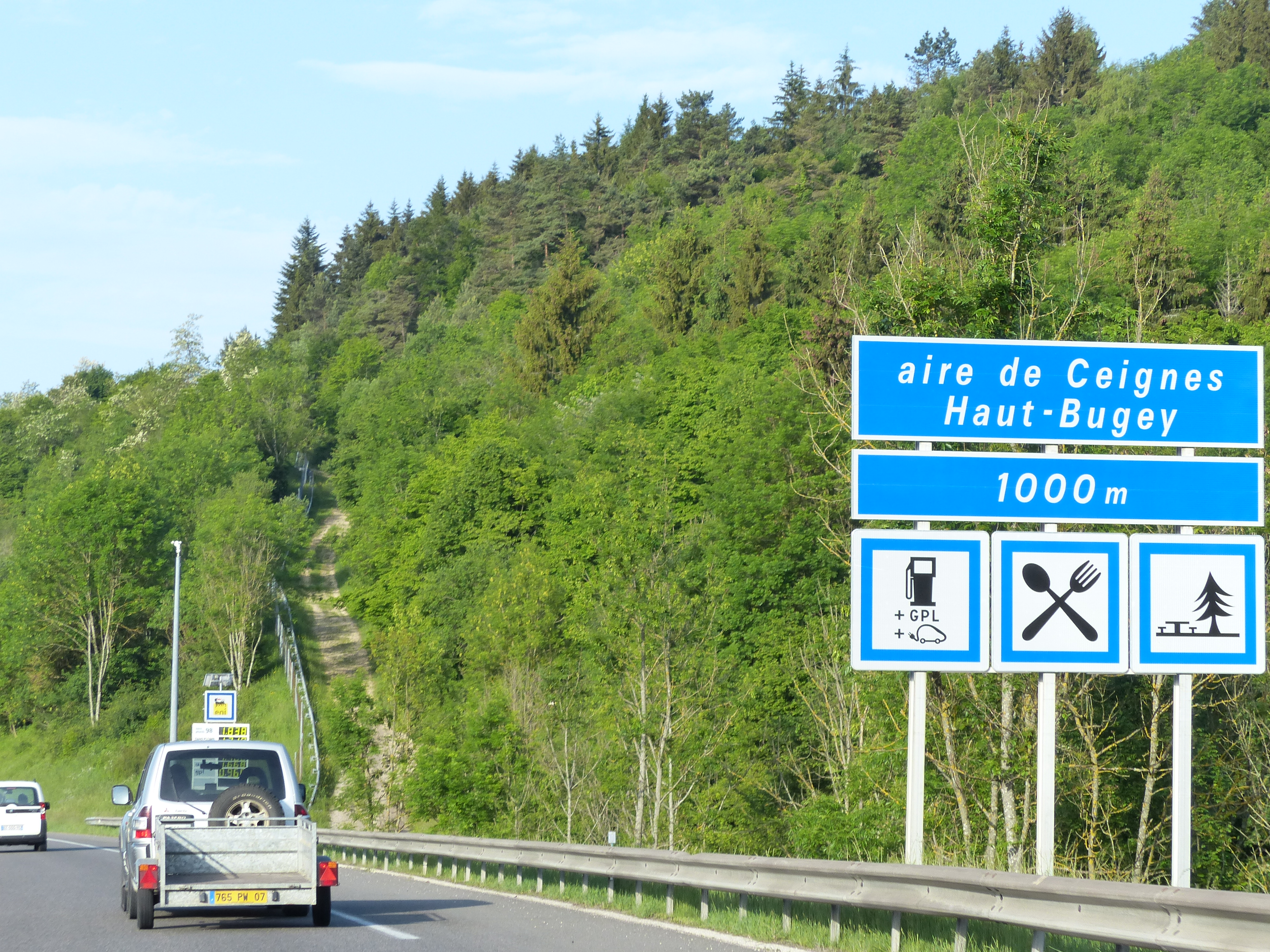
CE15h, CE16, CE7 Aire de Ceignes Haut-Bugey à 1 000 m avec poste de carburant et GPL et recharge des véhicules électriques, autoroute A40, Ain.
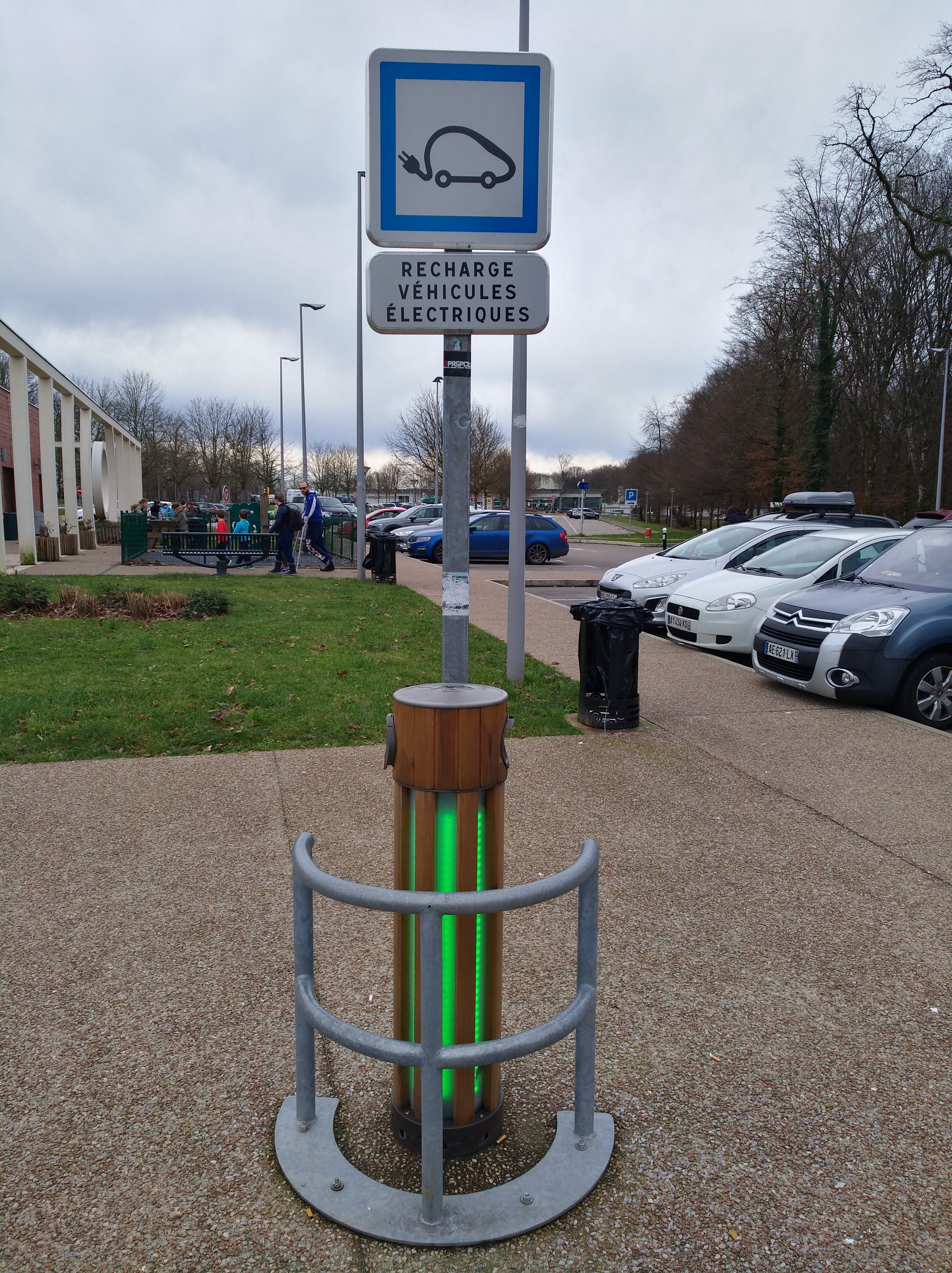
CE15i Aire du Jura, Arlay.

### Panneaux CE16 à CE23

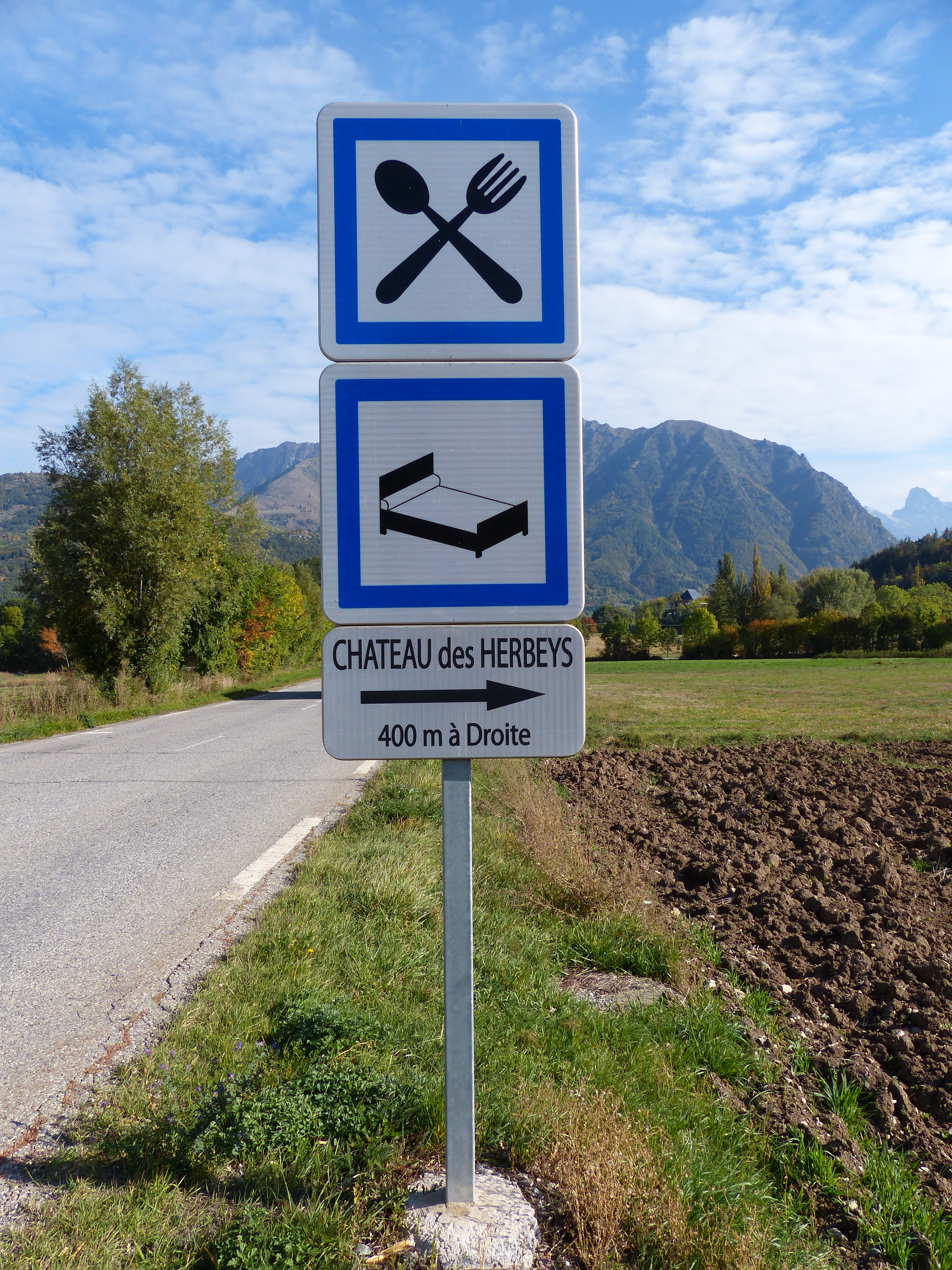
CE16, CE17 Château des Herbeys sur la route nationale 85.
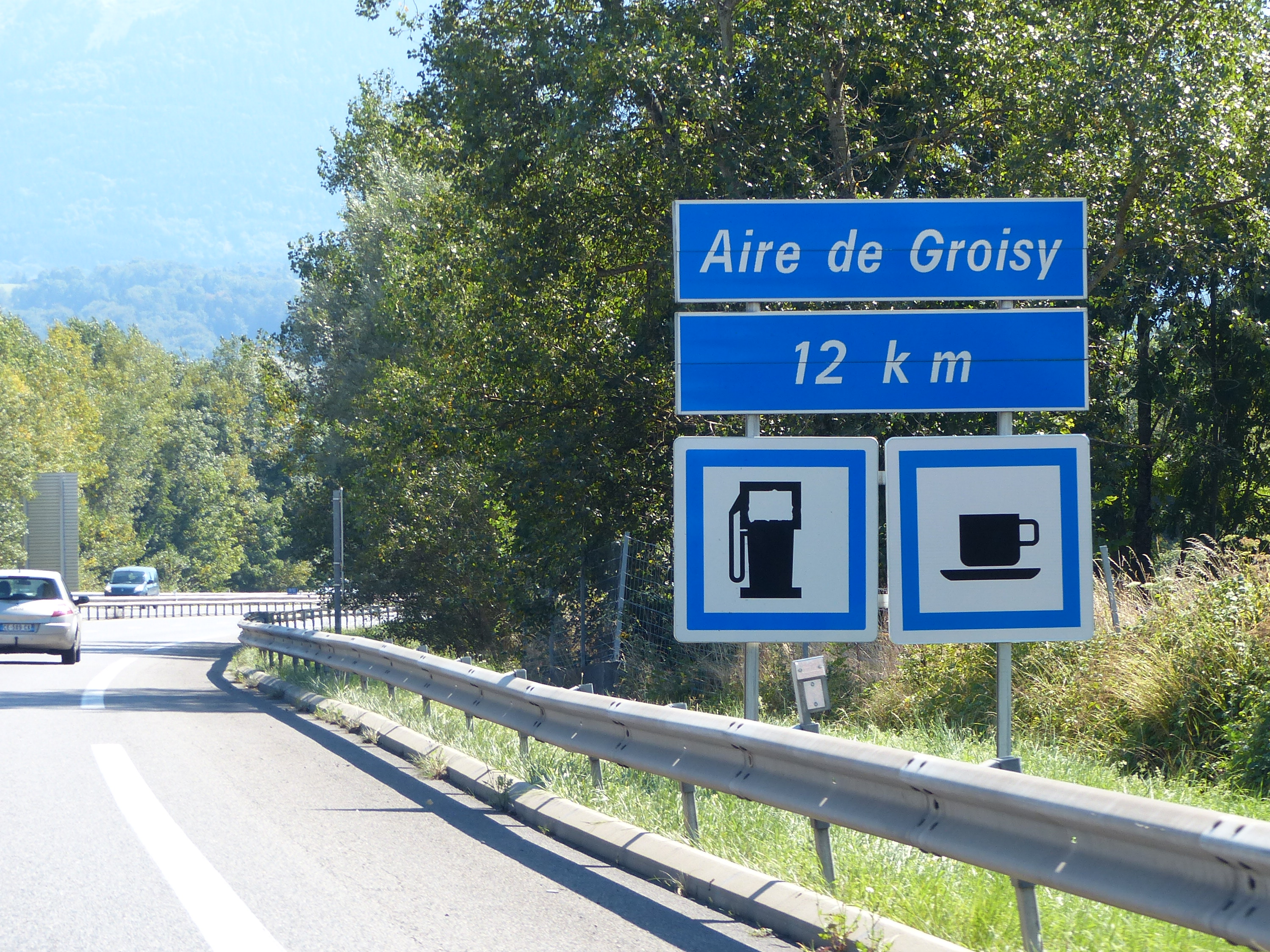
C15a, CE18 autoroute A410, Etaux, Haute-Savoie.
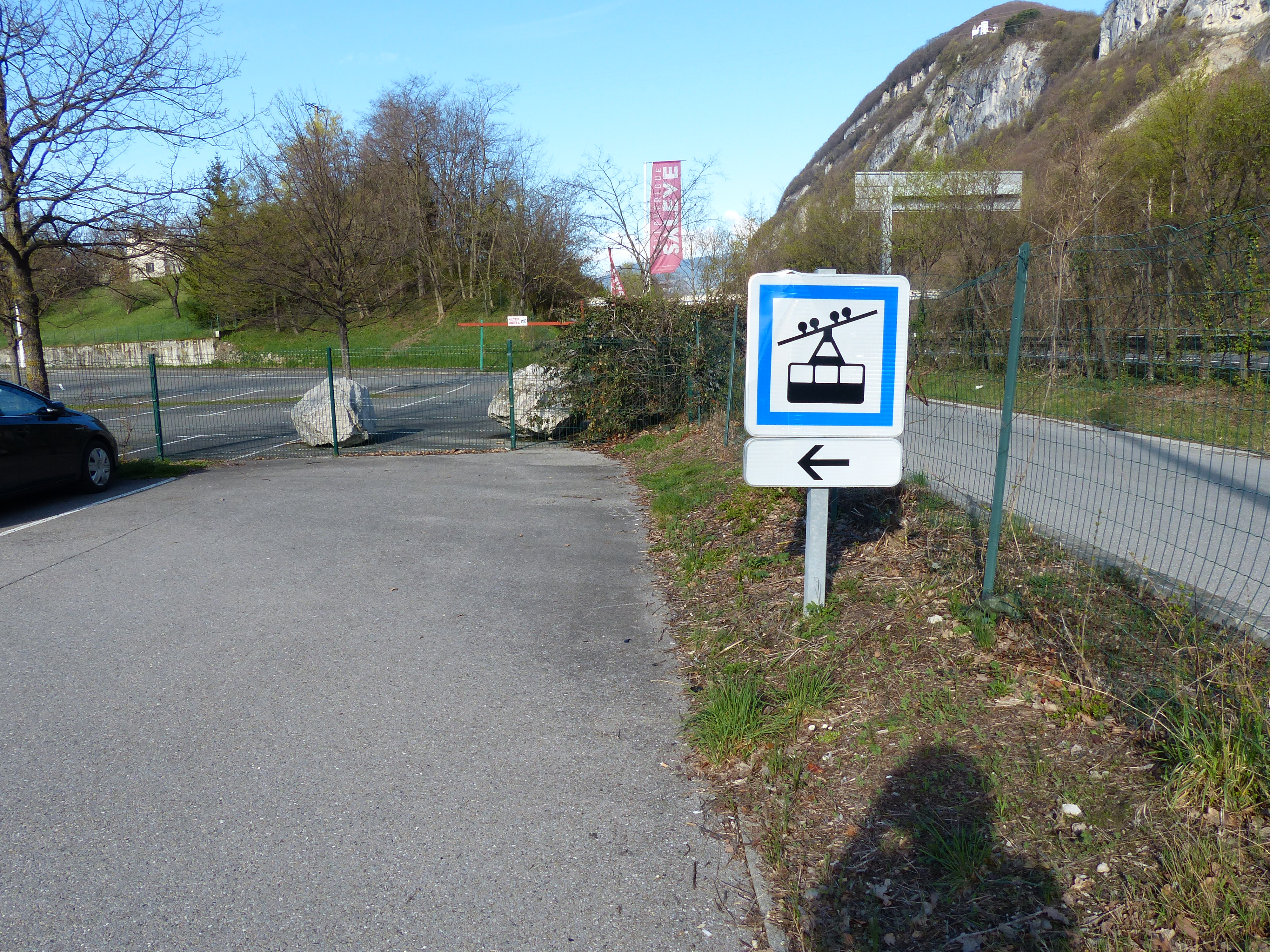
CE20a Aire du téléphérique du Salève, autoroute A40, Haute-Savoie.
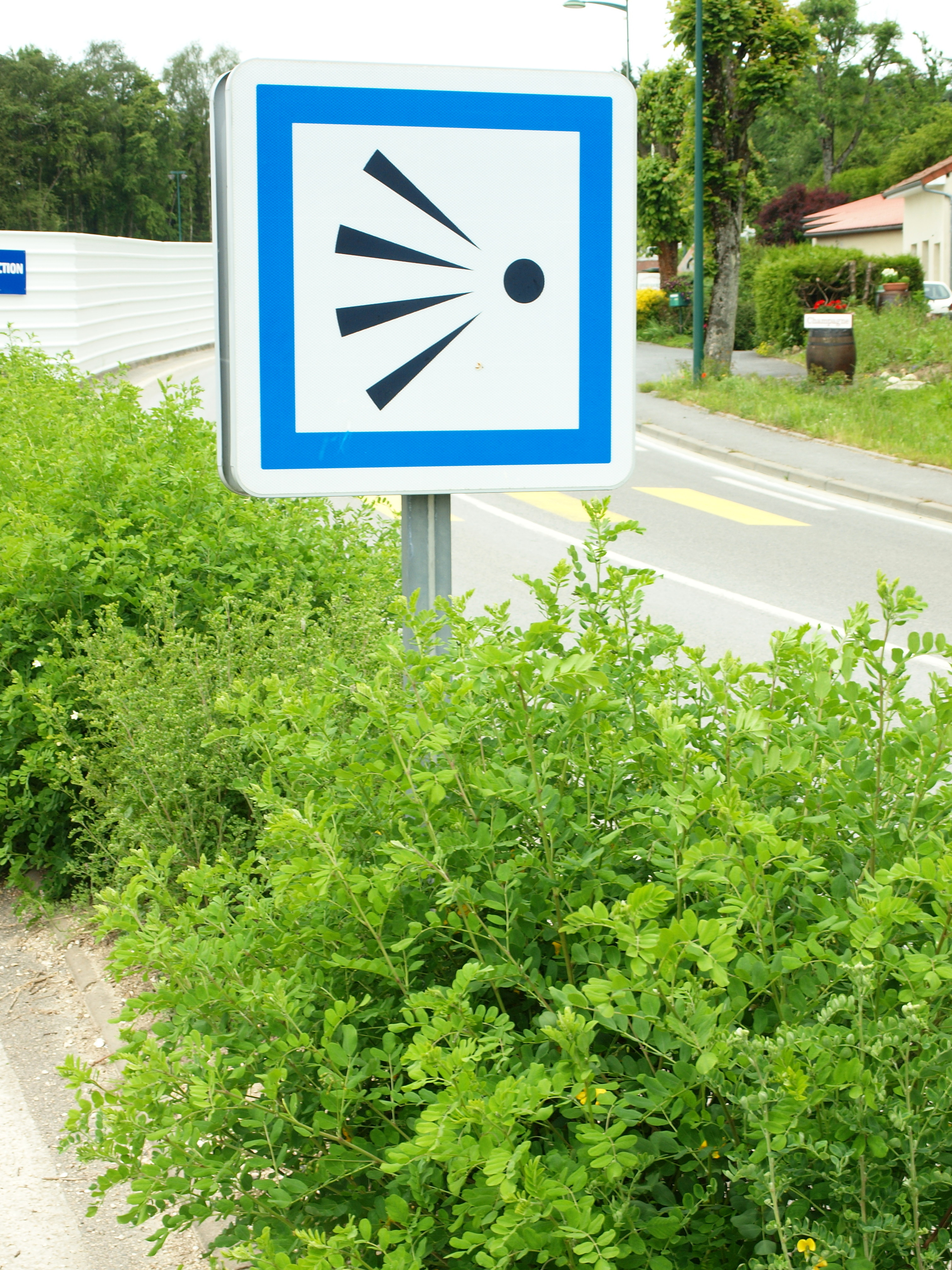
CE21 à Champillon, Marne.
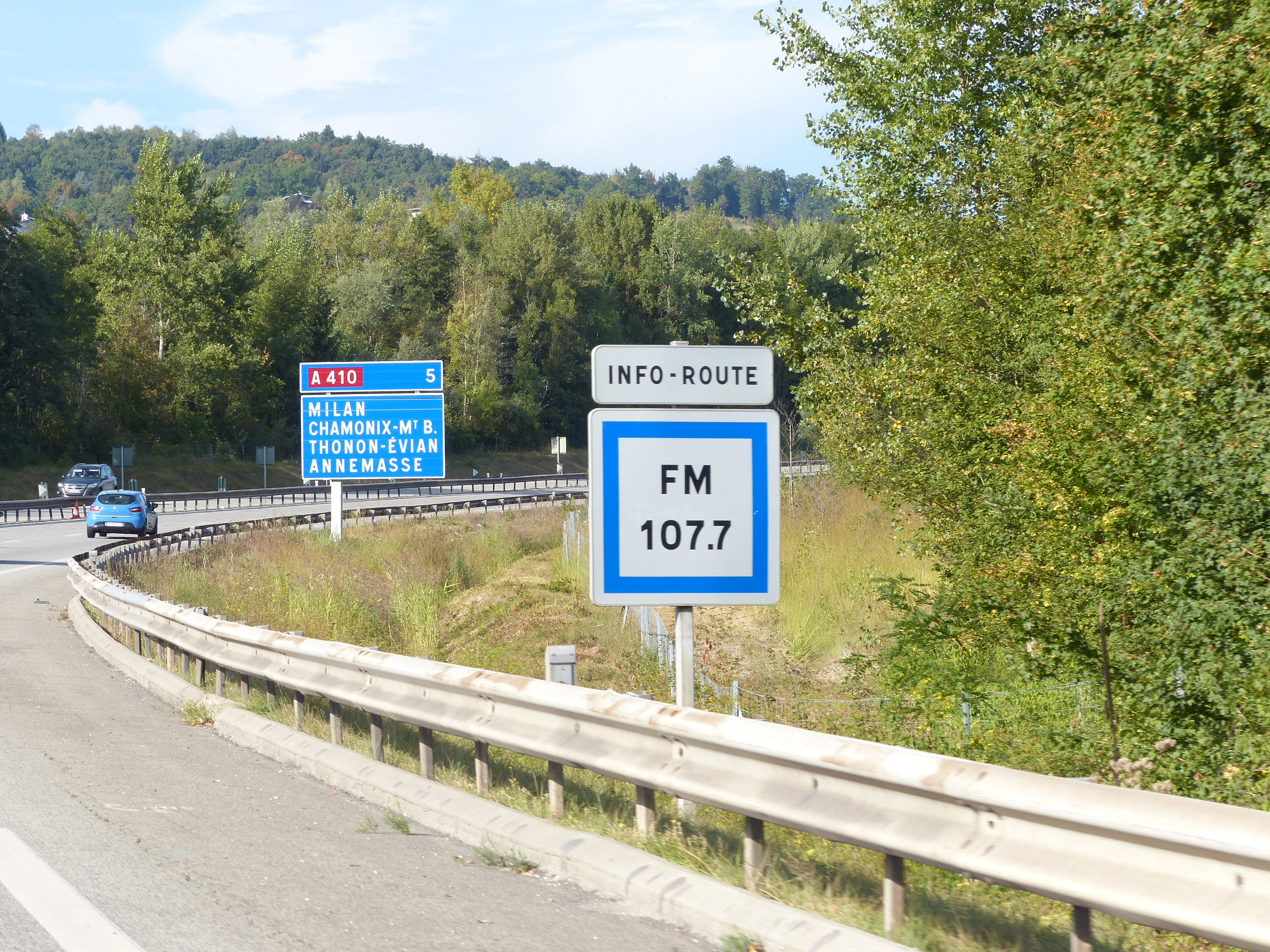
CE22 Radio « info route » fréquence « FM 107.7 », autoroute A41, Haute-Savoie.
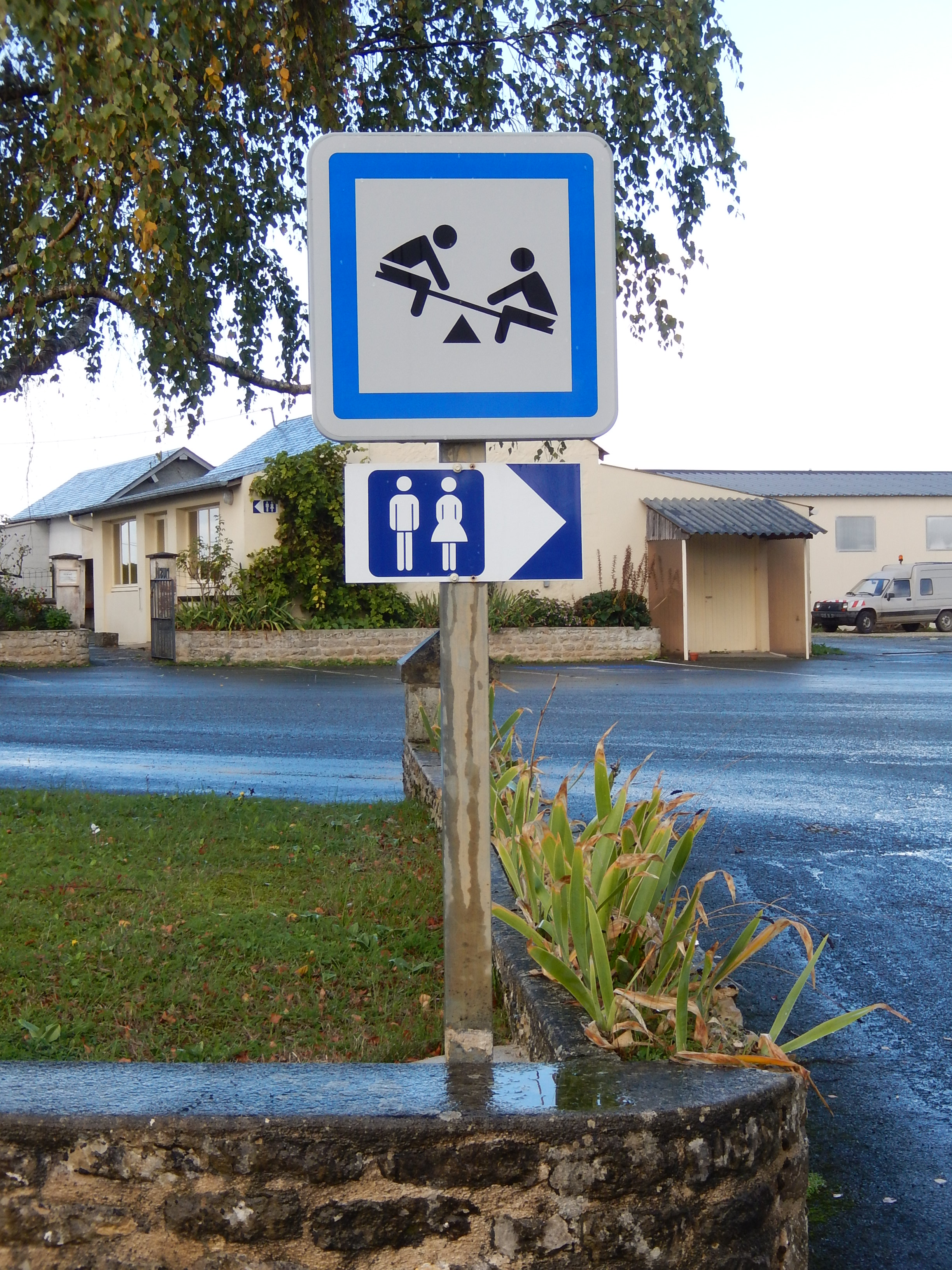
CE23 Jeux d'enfants à Vergné, Charente-Maritime.

### Panneaux CE24 à CE29

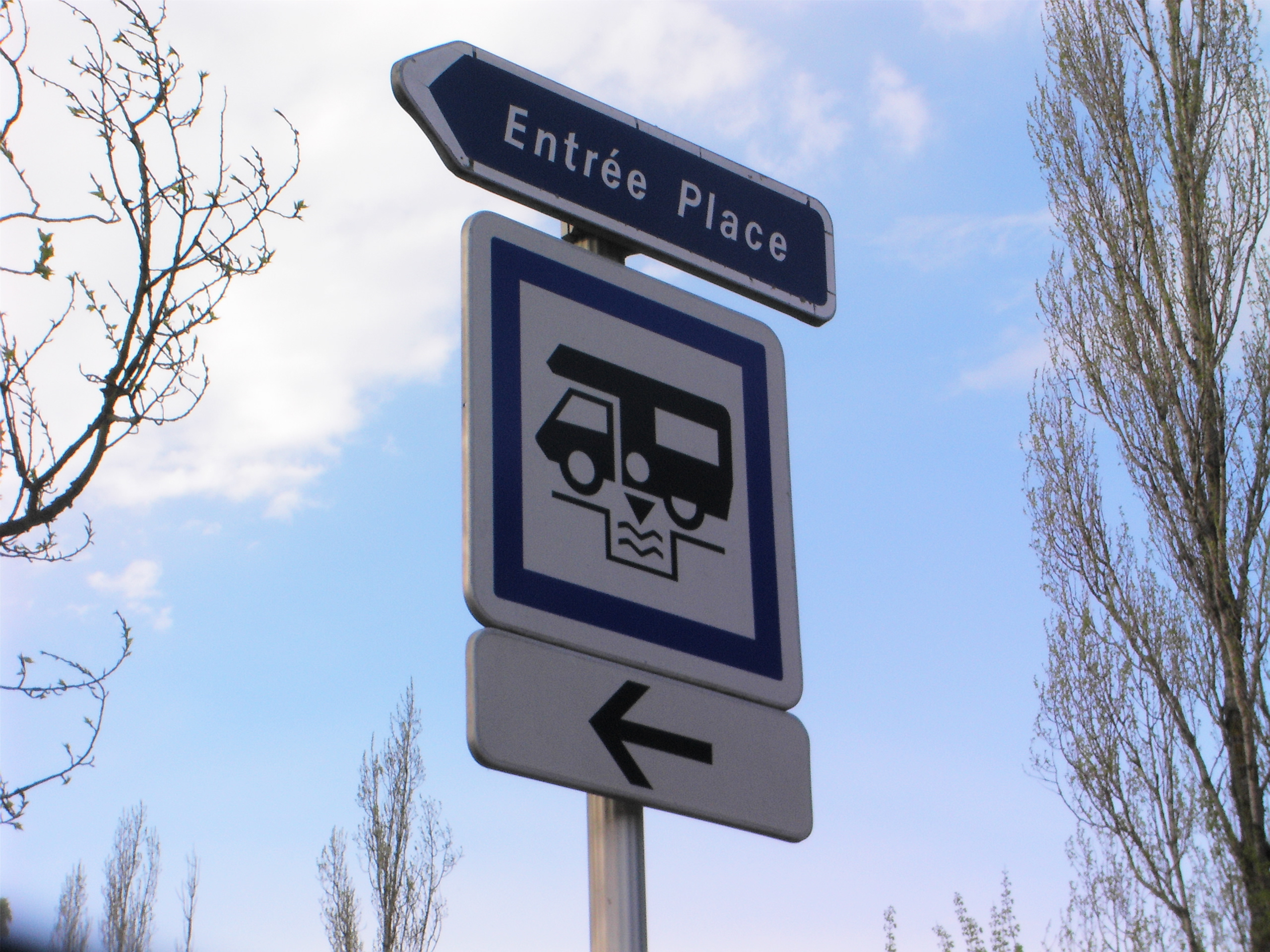
CE24 Station de vidange à gauche.
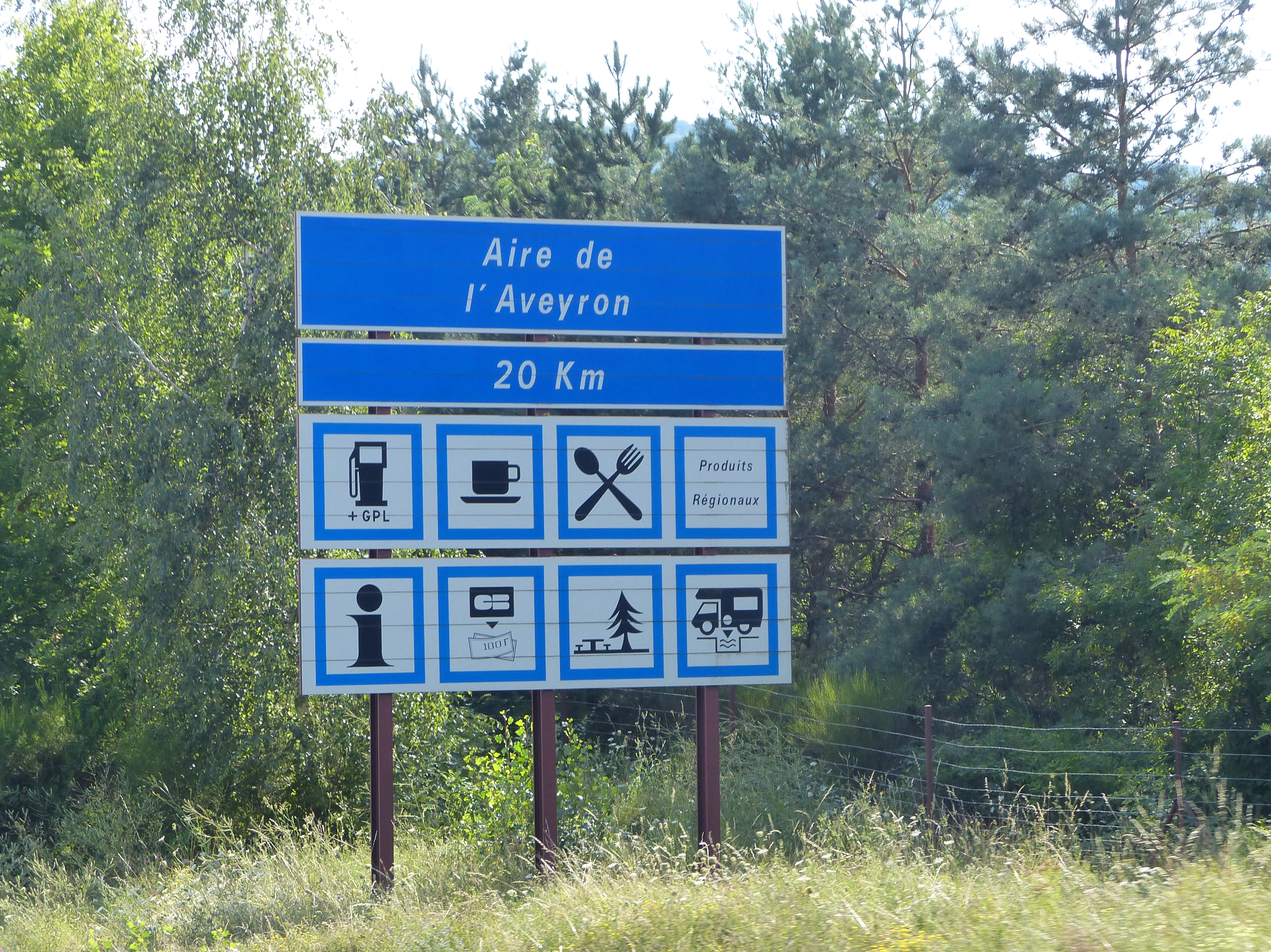
CE15, CE18, CE16, CE50, CE3a, CE25 (en Francs), CE7, CE24 Aire de l'Aveyron à 20 km avec distributeur de billets de banque, autoroute A75.
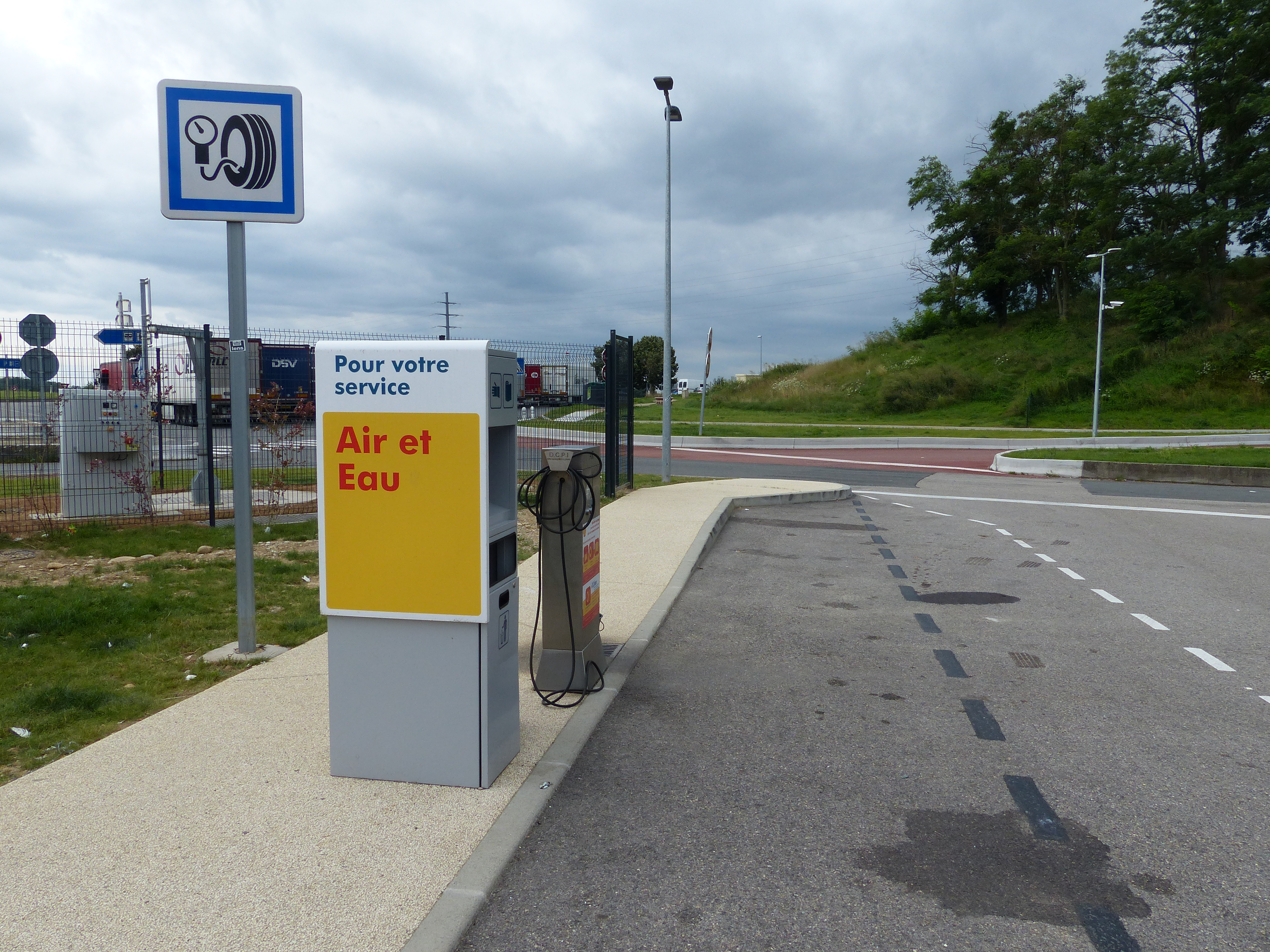
CE26 Aire de Mionnay, autoroute A46, Ain.
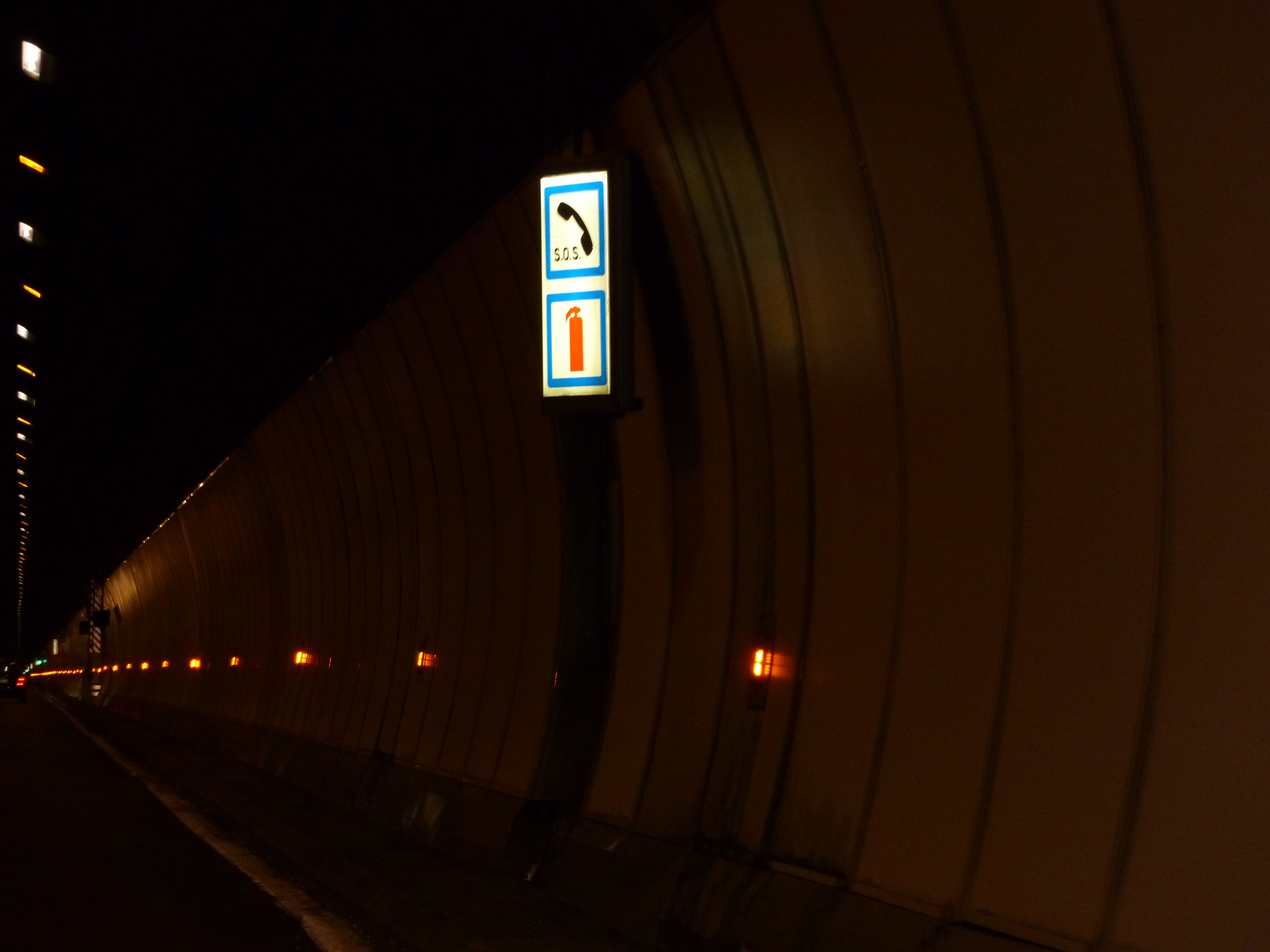
CE2a, CE29 Panneaux lumineux - poste d'appel d'urgence et moyens de lutte contre l'incendie, dans le tunnel du Mont-Blanc, entre la France et l'Italie.

### Panneaux CE30 à CE100

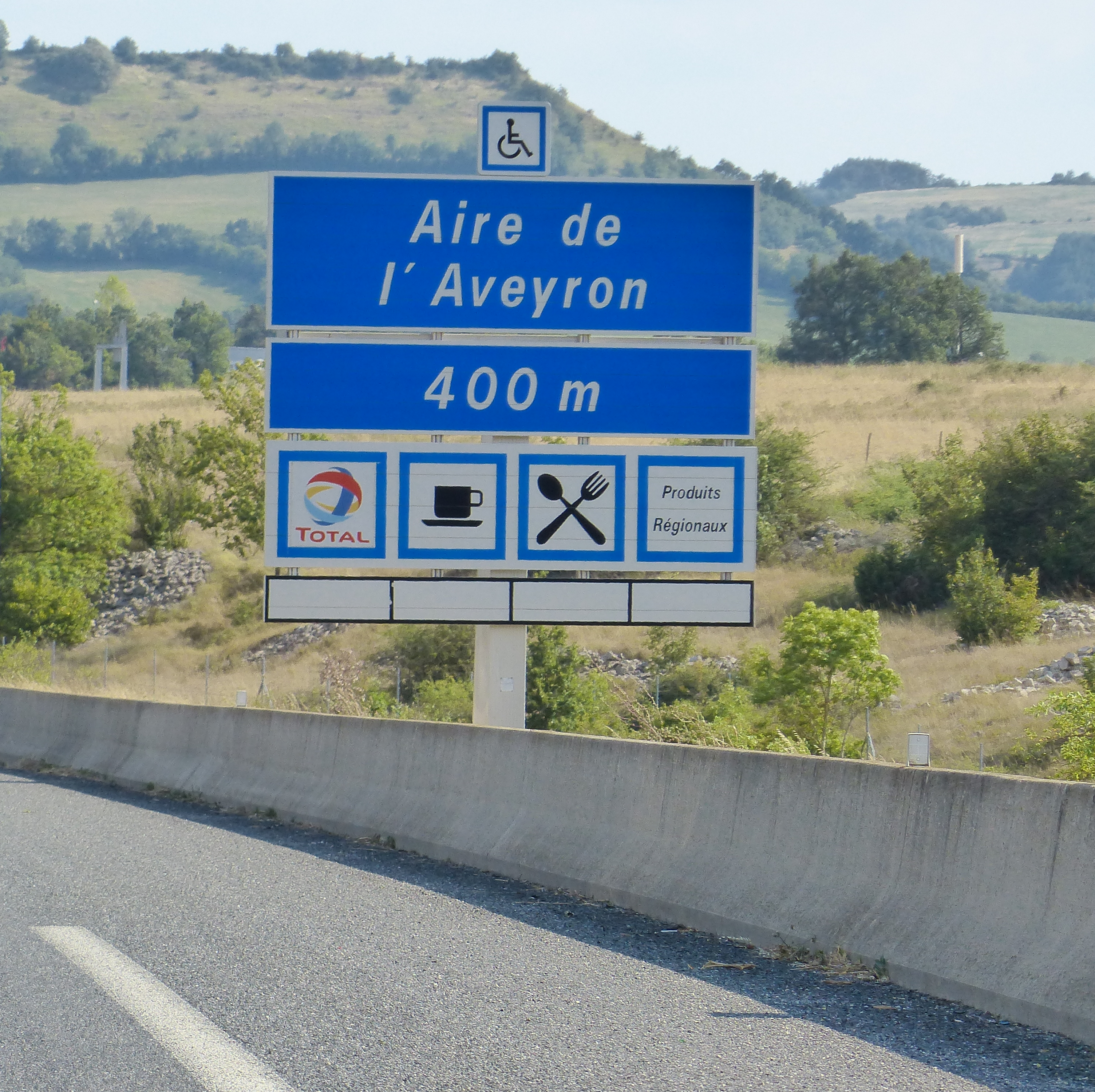
CE100, CE18, CE16, CE50 Produits régionaux à l'aire de l'Aveyron à 400 m, autoroute A75.
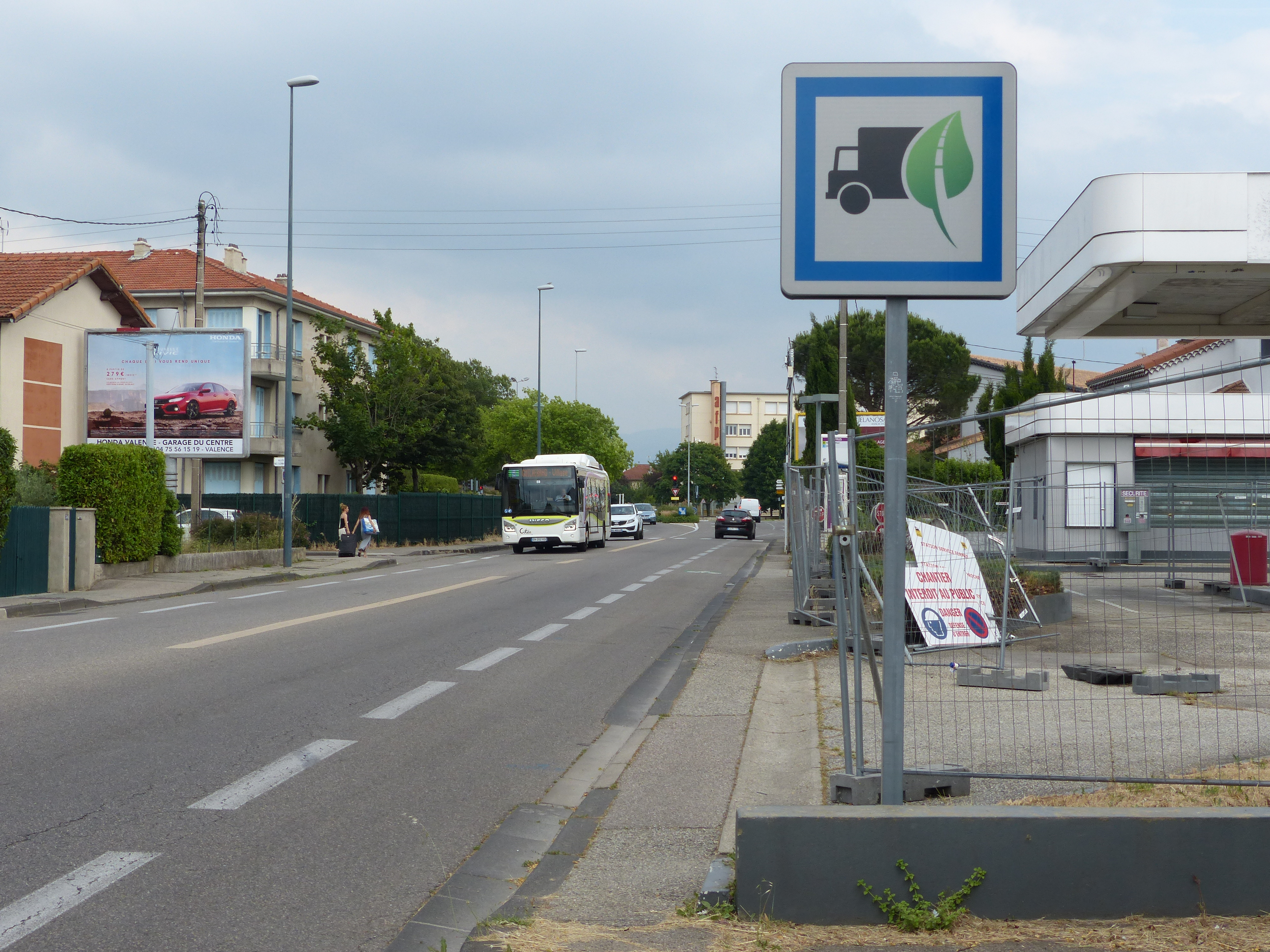
CE51 à Valence, Drôme.
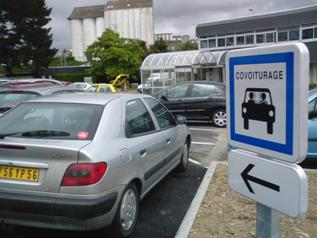
CE52 Lieu aménagé pour le covoiturage à gauche, Centre hospitalier Bretagne Atlantique, Morbihan.